# Berneuil-en-Bray
Pour les articles homonymes, voir Berneuil.
Berneuil-en-Bray est une commune française située dans le département de l'Oise, en région Hauts-de-France.

## Géographie

### Description

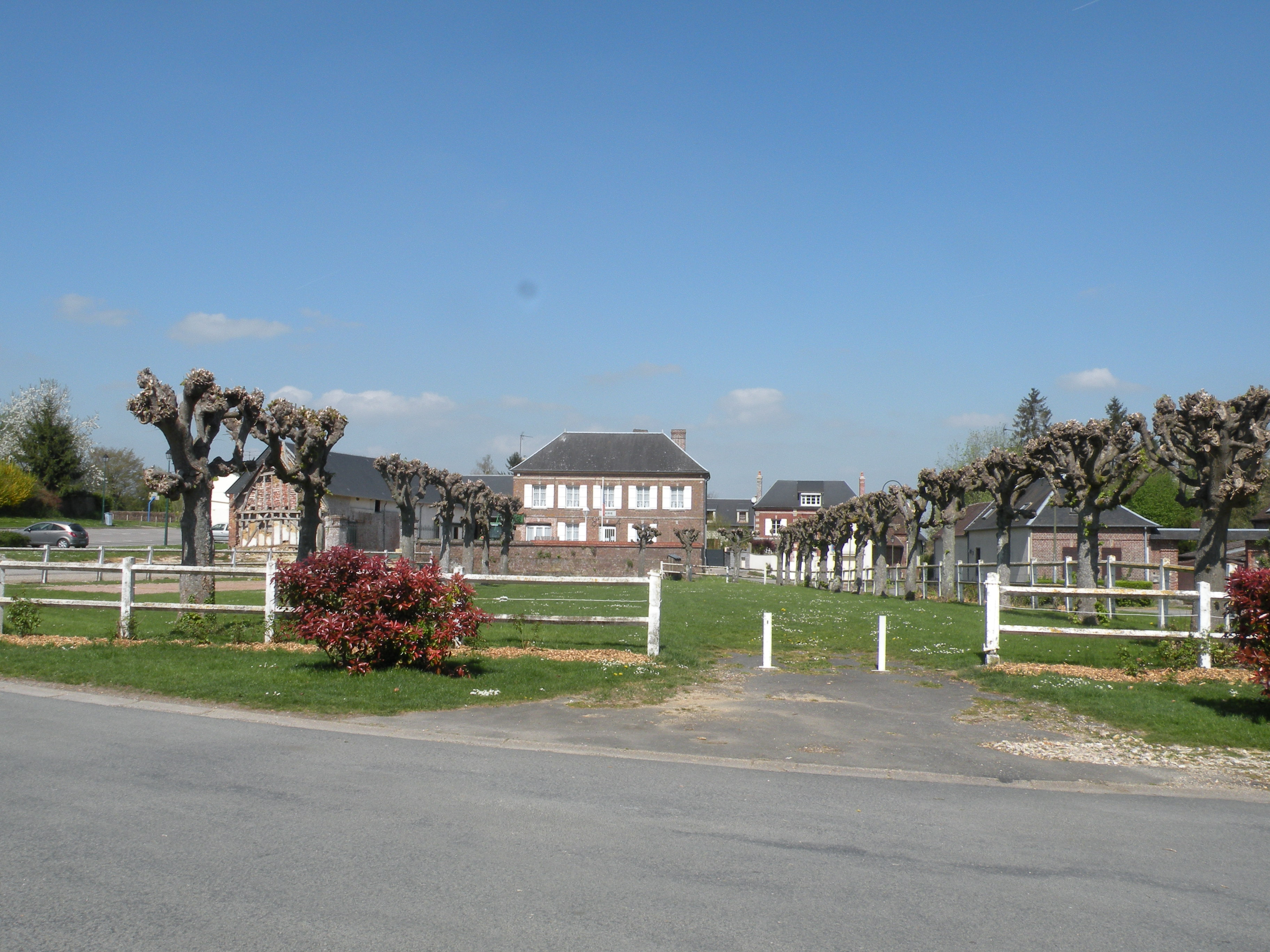
Ambiance de la commune : la place de la mairie.

Berneuil-en-Bray, est un village périurbain picard du Beauvaisis, situé dans le Pays de Bray à 10 km au sud de Beauvais, 22 km au nord-est de Gisors et à 33 km au nord de Pontoise.
Le territoire communal; dont l'altitude varie de  88 m à 224 m, et qui a une superficie de 15,15 km2, est tangenté au nord par le tracé de la route nationale 31. Les routes départementales RD 35 et RD 93 conduisent à Beauvais.
La commune était décrite au milieu du XIXe siècle de la manière suivante : « Le village de Berneuil est bâti au pied de la grande falaise crayeuse, sur les pentes de petits coteaux entre lesquels le ruisseau qui porte le nom de la commune prend sa source ».

### Communes limitrophes
Les communes limitrophes sont  Auneuil, Auteuil, Frocourt, Les Hauts-Talican et Saint-Martin-le-Nœud.
|           | Saint-Martin-le-Nœud | Frocourt |
| Auneuil   | Berneuil-en-Bray     | Auteuil  |
| Villotran | La Neuville-Garnier  |          |

### Hydrographie

#### Réseau hydrographique
La commune est située dans le bassin Seine-Normandie. Elle est drainée par le ru de Berneuil, le cours d'eau 01 de la commune de Saint-Léger-en-Bray, la Serpentine et le cours d'eau 02 de la commune de Berneuil-en-Bray,,.
Le ru de Berneuil, d'une longueur de 12 km, prend sa source dans la commune  et se jette  dans le Thérain à Allonne, après avoir traversé trois communes.
La commune a été reconnue en état de catastrophe naturelle à la suite des inondations et coulées de boue du 21 au 22 juin 2021.

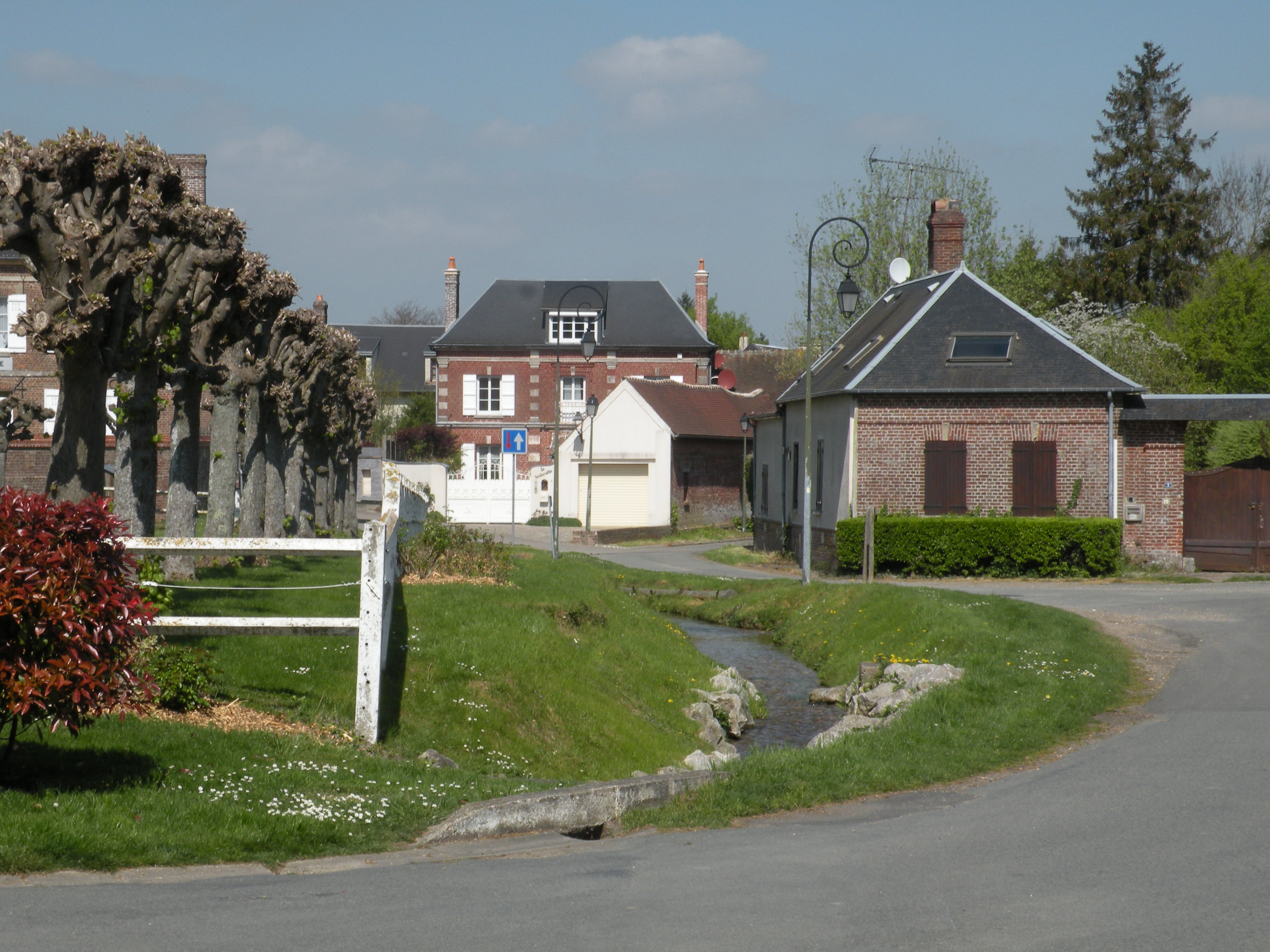
Le Ru de Berneuil.
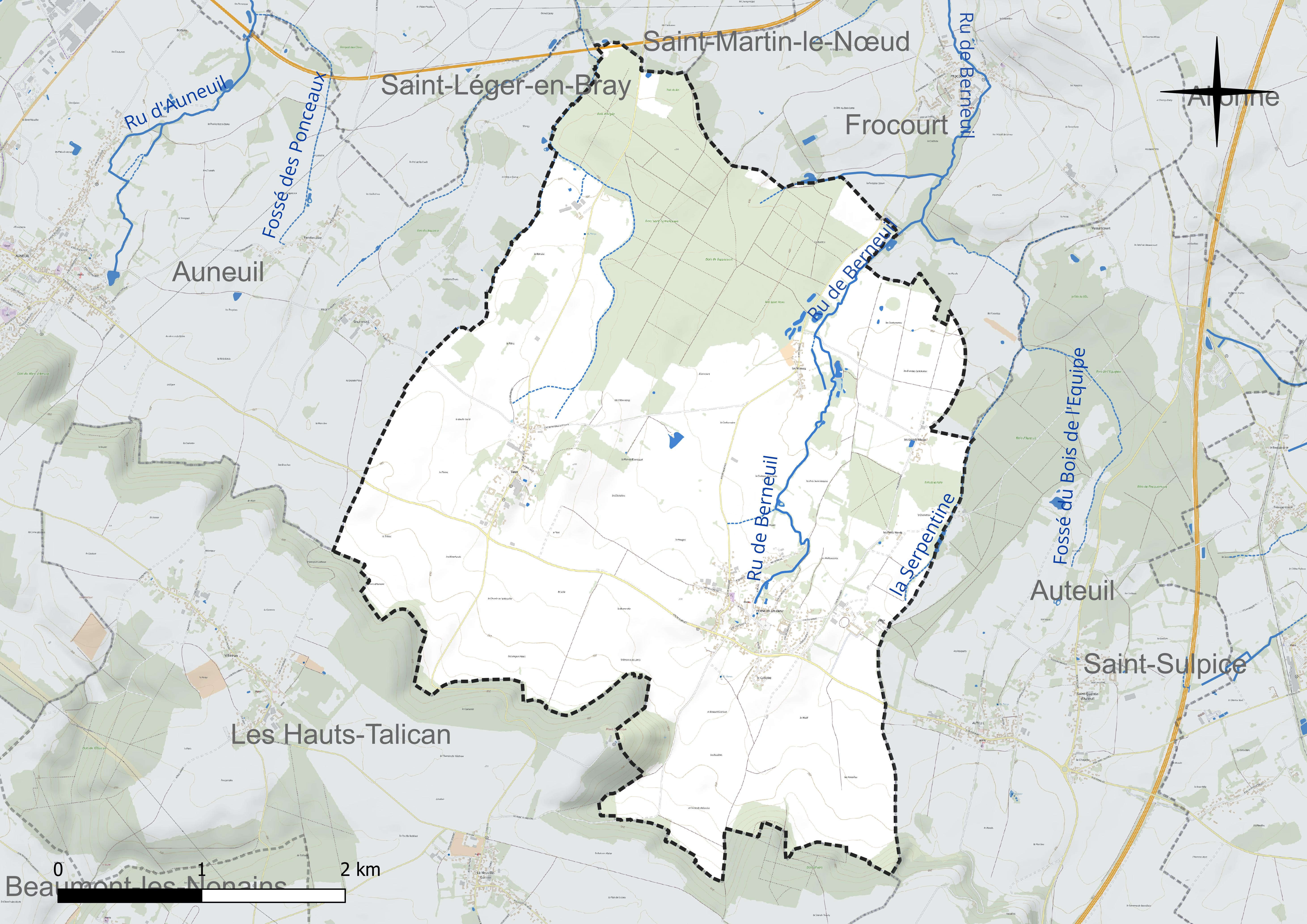
Réseau hydrographique de Berneuil-en-Bray.

#### Gestion et qualité des eaux
Le territoire communal est couvert par le schéma d'aménagement et de gestion des eaux (SAGE) « Sensée ». Ce document de planification concerne un territoire de 1 219 km2 de superficie, délimité par le bassin versant du Thérain. Le périmètre a été arrêté le 27 janvier 2023 et le SAGE proprement dit est, en 2024, en cours d'élaboration. La structure porteuse de l'élaboration et de la mise en œuvre est le syndicat intercommunal de la Vallée du Thérain (SIVT).
La qualité des cours d'eau peut être consultée sur un site dédié géré par les agences de l'eau et l'Agence française pour la biodiversité.

### Climat
Pour des articles plus généraux, voir Climat des Hauts-de-France et Climat de l'Oise.
En 2010, le climat de la commune est de type climat océanique dégradé des plaines du Centre et du Nord, selon une étude du CNRS s'appuyant sur une série de données couvrant la période 1971-2000. En 2020, Météo-France publie une typologie des climats de la France métropolitaine dans laquelle la commune est exposée à un climat océanique et est dans la région climatique Sud-ouest du bassin Parisien, caractérisée par une faible pluviométrie, notamment au printemps (120 à 150 mm) et un hiver froid (3,5 °C).
Pour la période 1971-2000, la température annuelle moyenne est de 10,4 °C, avec une amplitude thermique annuelle de 14,5 °C. Le cumul annuel moyen de précipitations est de 741 mm, avec 11 jours de précipitations en janvier et 8,3 jours en juillet. Pour la période 1991-2020, la température moyenne annuelle observée sur la station météorologique la plus proche, située sur la commune de Tillé à 13 km à vol d'oiseau, est de 11,0 °C et le cumul annuel moyen de précipitations est de 655,5 mm,. Pour l'avenir, les paramètres climatiques de la commune estimés pour 2050 selon différents scénarios d'émission de gaz à effet de serre sont consultables sur un site dédié publié par Météo-France en novembre 2022.

## Urbanisme

### Typologie
Au 1er janvier 2024, Berneuil-en-Bray est catégorisée commune rurale à habitat dispersé, selon la nouvelle grille communale de densité à sept niveaux définie par l'Insee en 2022.
Elle est située hors unité urbaine. Par ailleurs la commune fait partie de l'aire d'attraction de Paris, dont elle est une commune de la couronne,.

### Occupation des sols

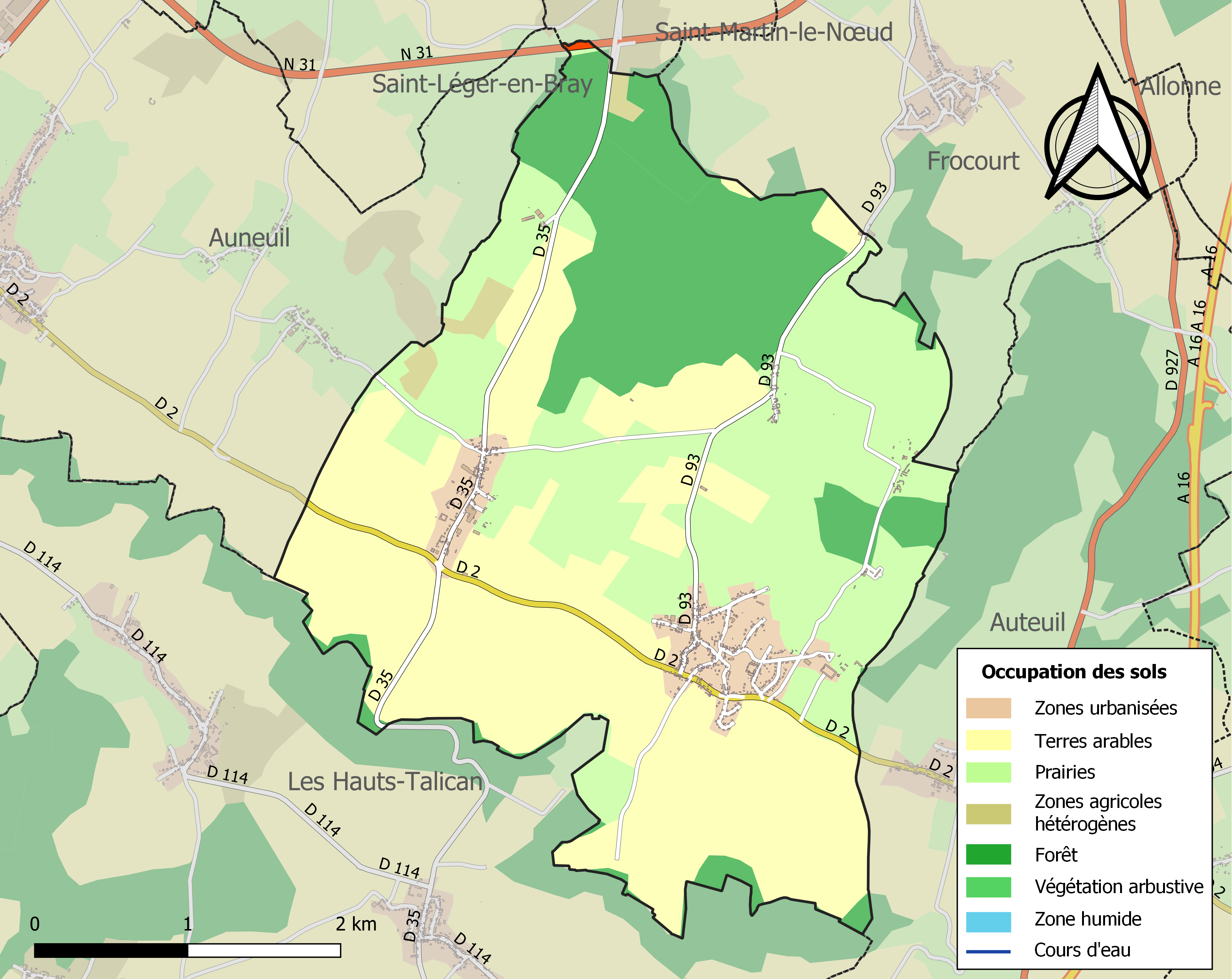
Carte des infrastructures et de l'occupation des sols de la commune en 2018 (CLC).

L'occupation des sols de la commune, telle qu'elle ressort de la base de données européenne d'occupation biophysique des sols Corine Land Cover (CLC), est marquée par l'importance des territoires agricoles (74,3 % en 2018), en diminution par rapport à 1990 (75,6 %). La répartition détaillée en 2018 est la suivante : 
terres arables (41 %), prairies (32 %), forêts (20,1 %), zones urbanisées (5,6 %), zones agricoles hétérogènes (1,3 %). L'évolution de l'occupation des sols de la commune et de ses infrastructures peut être observée sur les différentes représentations cartographiques du territoire : la carte de Cassini (XVIIIe siècle), la carte d'état-major (1820-1866) et les cartes ou photos aériennes de l'IGN pour la période actuelle (1950 à aujourd'hui).

### Lieux-dits, hameaux et écarts

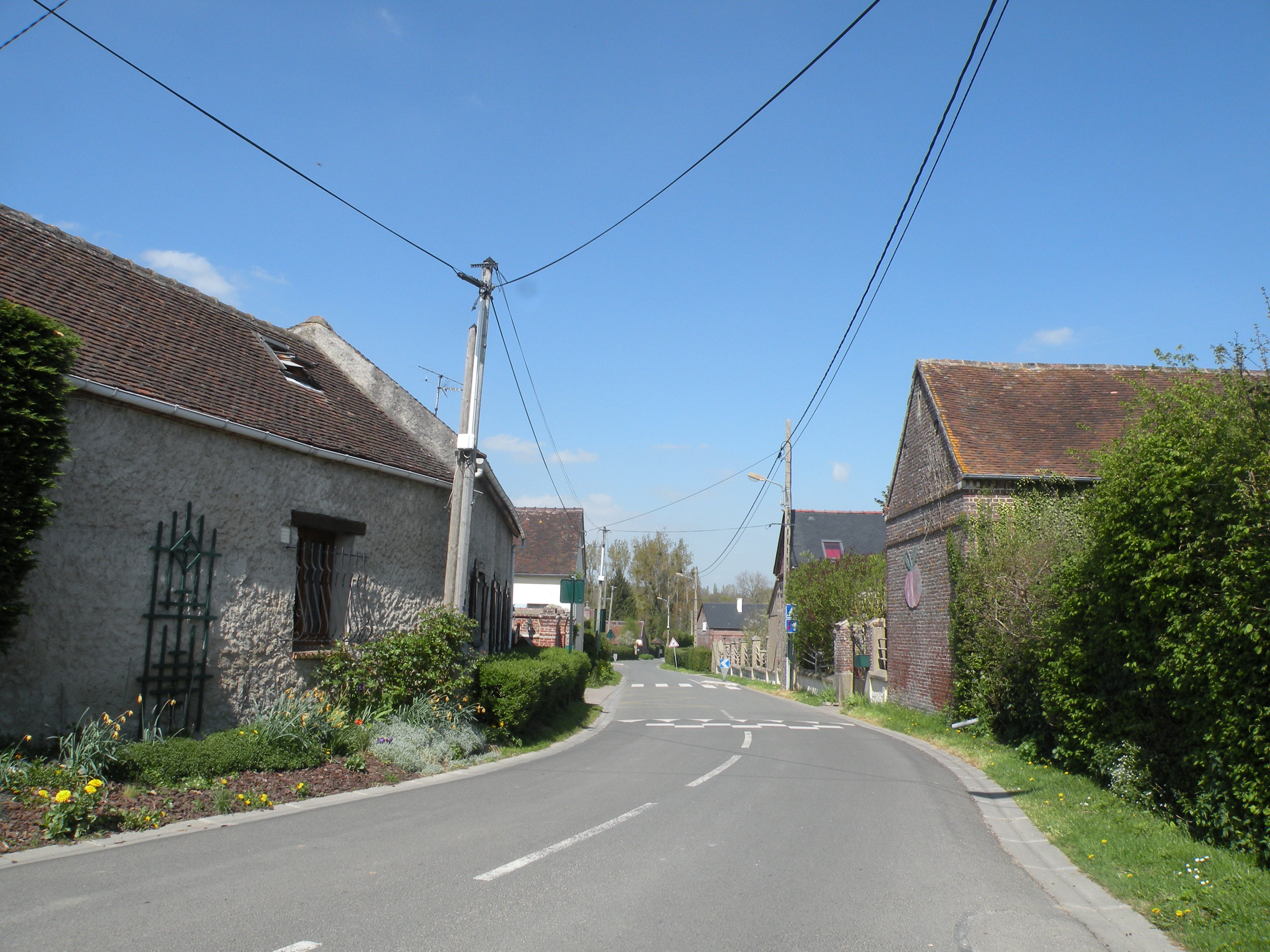
Le hameau des Vivrots.

Les Hameaux de Berneuil-en-Bray sont : Vaux, Les Vivrots, Les Niards.

### Habitat et logement
En 2018, le nombre total de logements dans la commune était de 360, alors qu'il était de 341 en 2013 et de 326 en 2008.
Parmi ces logements, 87,9 % étaient des résidences principales, 4,8 % des résidences secondaires et 7,3 % des logements vacants. Ces logements étaient pour 96,9 % d'entre eux des maisons individuelles et pour 3,1 % des appartements.
Le tableau ci-dessous présente la typologie des logements à Berneuil-en-Bray en 2018 en comparaison avec celle de l'Oise et de la France entière. Une caractéristique marquante du parc de logements est ainsi une proportion de résidences secondaires et logements occasionnels (4,8 %) supérieure à celle du département (2,5 %) et à celle de la France entière (9,7 %). Concernant le statut d'occupation de ces logements, 89,7 % des habitants de la commune sont propriétaires de leur logement (87,8 % en 2013), contre 61,4 % pour l'Oise et 57,5 pour la France entière.
| Typologie                                               | Berneuil-en-Bray | Oise | France entière |
| ------------------------------------------------------- | ---------------- | ---- | -------------- |
| Résidences principales (en %)                           | 87,9             | 90,4 | 82,1           |
| Résidences secondaires et logements occasionnels (en %) | 4,8              | 2,5  | 9,7            |
| Logements vacants (en %)                                | 7,3              | 7,1  | 8,2            |

### Voies de communication et transports
En 2023, la commune est desservie par des lignes scolaires et le service de transport à la demande Corolis à la demande - Zone Sud du réseau Corolis. Elle est également desservie par les lignes 617 et 6138 du réseau interurbain de l'Oise.

## Toponymie
Le nom de la localité est attesté sous les formes Barnogilum au VIIe siècle, Barnotum en 1147, Barnou et Batnou en 1163, Bernotum en 1210, Bernolium en 1245, Barnogum en 1292, Barnol en 1305, Barneu en 1373, Barneul en 1511, Barneuil en 1527, Berneul en 1530, Berneuil au XVIIIe siècle pour en venir à la forme actuelle : Berneuil-en-Bray (depuis 1936, pour différencier cette commune de Berneuil-sur-Aisne dans l'Oise).
Le pays de Bray est une région naturelle de France du Nord-Ouest de la France. À cheval sur les départements de Seine-Maritime et de l'Oise

## Histoire

### Moyen Âge
Louis Graves indiquait « Berneuil était au onzième siècle, un fort que le Roi Louis le-Gros fit détruire lorsqu'il prit d'assaut le château de Monchy, duquel dépendait alors celui - ci; les fortifications furent rétablies dans la suite par Enguerrand de Trie, et par Dreux seigneur de Monchy, son beau - père. Il n'en reste aucune trace aujourd'hui. 
 La terre de Berneuil fut pendant plusieurs siècles, ainsi que celle de Frocourt, dans la maison de Dauvet dont on rapporte l'origine à Simon Dauvet, conseiller et chambellan du Roi Charles V. Nicolas Dauvet, comte des Marets , l'un de ses descendans, fut capitaine de Beauvais et grand fauconnier de France ».

### Époque contemporaine
En 1831, la commune disposait d'une école servant de mairie, d(un presbytère et de trois lavoirs. On y exploitait des sablonnières, des glaisières et deux moulins à eau.

## Politique et administration

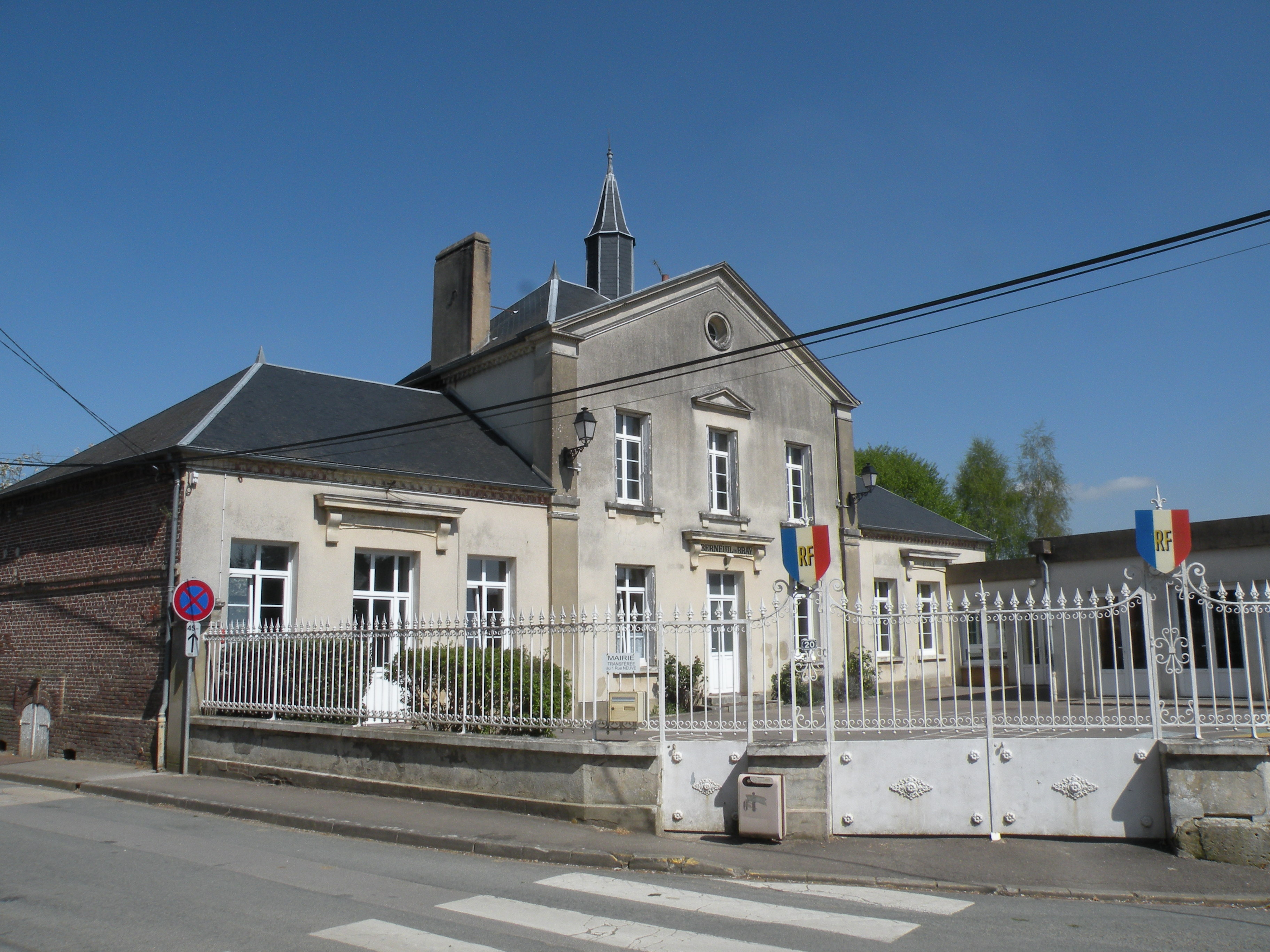
L'ancienne mairie-école.

### Rattachements administratifs et électoraux

#### Rattachements administratifs
La commune se trouve depuis 1926 dans l'arrondissement de Beauvais du département de l'Oise.
Elle faisait partie depuis 1801  du canton d'Auneuil. Dans le cadre du redécoupage cantonal de 2014 en France, cette circonscription administrative territoriale a disparu, et le canton n'est plus qu'une circonscription électorale.

#### Rattachements électoraux
Pour les élections départementales, la commune fait partie depuis 2014 du canton de Beauvais-2
Pour l'élection des députés, elle fait partie de la deuxième circonscription de l'Oise.

### Intercommunalité
Berneuil-en-Bray était membre de la communauté de communes rurales du Beauvaisis, un établissement public de coopération intercommunale (EPCI) à fiscalité propre créé fin 1997 et auquel la commune avait transféré un certain nombre de ses compétences, dans les conditions déterminées par le code général des collectivités territoriales.
Dans le cadre des dispositions de la loi portant nouvelle organisation territoriale de la République du 7 août 2015, qui prévoit que les établissements publics de coopération intercommunale (EPCI) à fiscalité propre doivent avoir un minimum de 15 000 habitants, cette intercommunalité a fusionné avec sa voisine pour former, le 1er janvier 2017, la communauté d'agglomération du Beauvaisis dont est désormais membre la commune.

### Liste des maires
| Période   | Période        | Identité               | Étiquette | Qualité          |
| --------- | -------------- | ---------------------- | --------- | ---------------- |
| 1789      | 1790           | Pierre Oudaille        |           |                  |
| 1790      | 1792           | François Gaillard      |           |                  |
| 1792      | 1793           | Pierre Oudaille        |           |                  |
| Mai 1793  | Juin 1793      | Sulpice Gaillard       |           |                  |
| Juin 1793 | 1795           | Jean-Nicolas Leroy     |           |                  |
| 1795      | 1801           | Pierre Oudaille        |           |                  |
| 1801      | 1807           | Pierre Oudaille        |           |                  |
| 1807      | 1813           | Auguste Patin          |           |                  |
| 1813      | 1816           | Jean-François Lefebure |           |                  |
| 1816      | 1826           | Henri Garnier          |           |                  |
| 1826      | 1830           | Motte de Bizancourt    |           |                  |
| 1830      | 1832           | Auguste Patin          |           |                  |
| 1832      | 1837           | Jean-Pierre Lefevre    |           |                  |
| 1837      | 1838           | Pierre Gaillard        |           |                  |
| 1838      | 1842           | César Patin            |           |                  |
| 1842      | 1846           | Denis Dupuis           |           |                  |
| 1846      | 1852           | Jean Lefebure-Tribout  |           |                  |
| 1852      | 1865           | Auguste Gaillard       |           |                  |
| 1865      | 1868           | Prosper Gaillard       |           |                  |
| 1868      | 1874           | Antoine Dupuis         |           |                  |
| 1874      | 1876           | Côme Patin             |           |                  |
| 1876      | 1878           | Benjamin Gaillard      |           |                  |
| 1878      | 1892           | Noël Gaillard          |           |                  |
| 1892      | 1919           | Prosper Mercier        |           |                  |
| 1919      | 1965           | Gaston Leclerc         |           |                  |
| 1965      | 1983           | Maurice Gueulle        |           |                  |
| 1983      | 1995           | Christian Laouenan     |           |                  |
| 1995      | 2014           | Raymond Gueulle        | SE        |                  |
| 2014      | septembre 2023 | Jacky Petit            |           | Mort en fonction |

## Population et société

### Démographie

#### Évolution démographique
L'évolution du nombre d'habitants est connue à travers les recensements de la population effectués dans la commune depuis 1791. Pour les communes de moins de 10 000 habitants, une enquête de recensement portant sur toute la population est réalisée tous les cinq ans, les populations de référence des années intermédiaires étant quant à elles estimées par interpolation ou extrapolation. Pour la commune, le premier recensement exhaustif entrant dans le cadre du nouveau dispositif a été réalisé en 2006.

En 2022, la commune comptait 819 habitants, en évolution de +4,73 % par rapport à 2016 (Oise : +0,87 %, France hors Mayotte : +2,11 %).
| 1791 | 1793 | 1800 | 1806 | 1821 | 1826 | 1831 | 1836 | 1841 |
| ---- | ---- | ---- | ---- | ---- | ---- | ---- | ---- | ---- |
| 677  | 764  | 539  | 701  | 719  | 719  | 692  | 690  | 637  |

| 1846 | 1851 | 1856 | 1861 | 1866 | 1872 | 1876 | 1881 | 1886 |
| ---- | ---- | ---- | ---- | ---- | ---- | ---- | ---- | ---- |
| 615  | 662  | 694  | 687  | 704  | 601  | 588  | 551  | 557  |

| 1891 | 1896 | 1901 | 1906 | 1911 | 1921 | 1926 | 1931 | 1936 |
| ---- | ---- | ---- | ---- | ---- | ---- | ---- | ---- | ---- |
| 539  | 503  | 503  | 441  | 440  | 393  | 385  | 397  | 353  |

| 1946 | 1954 | 1962 | 1968 | 1975 | 1982 | 1990 | 1999 | 2006 |
| ---- | ---- | ---- | ---- | ---- | ---- | ---- | ---- | ---- |
| 377  | 433  | 414  | 363  | 385  | 544  | 650  | 756  | 780  |

| 2011 | 2016 | 2021 | 2022 | - | - | - | - | - |
| ---- | ---- | ---- | ---- | - | - | - | - | - |
| 788  | 782  | 808  | 819  | - | - | - | - | - |

#### Pyramide des âges
La population de la commune est relativement jeune.
En 2018, le taux de personnes d'un âge inférieur à 30 ans s'élève à 30,7 %, soit en dessous de la moyenne départementale (37,3 %). À l'inverse, le taux de personnes d'âge supérieur à 60 ans est de 22,0 % la même année, alors qu'il est de 22,8 % au niveau départemental.
En 2018, la commune comptait 400 hommes pour 382 femmes, soit un taux de 51,15 % d'hommes, largement supérieur au taux départemental (48,89 %).
Les pyramides des âges de la commune et du département s'établissent comme suit.
| Hommes | Classe d’âge | Femmes |
| ------ | ------------ | ------ |
| 0,3    | 90 ou +      | 0,8    |
| 4,9    | 75-89 ans    | 3,8    |
| 17,1   | 60-74 ans    | 17,1   |
| 29,7   | 45-59 ans    | 32,5   |
| 16,4   | 30-44 ans    | 15,9   |
| 14,8   | 15-29 ans    | 14,8   |
| 16,8   | 0-14 ans     | 15,0   |

| Hommes | Classe d’âge | Femmes |
| ------ | ------------ | ------ |
| 0,5    | 90 ou +      | 1,4    |
| 5,5    | 75-89 ans    | 7,6    |
| 15,6   | 60-74 ans    | 16,3   |
| 20,8   | 45-59 ans    | 20     |
| 19,4   | 30-44 ans    | 19,4   |
| 17,6   | 15-29 ans    | 16,2   |
| 20,6   | 0-14 ans     | 19,1   |

## Culture locale et  patrimoine

### Lieux et monuments
- Église Saint-Germain de Berneuil-en-Bray du XIIIe siècle (classée monument historique).

L'église Saint-Germain
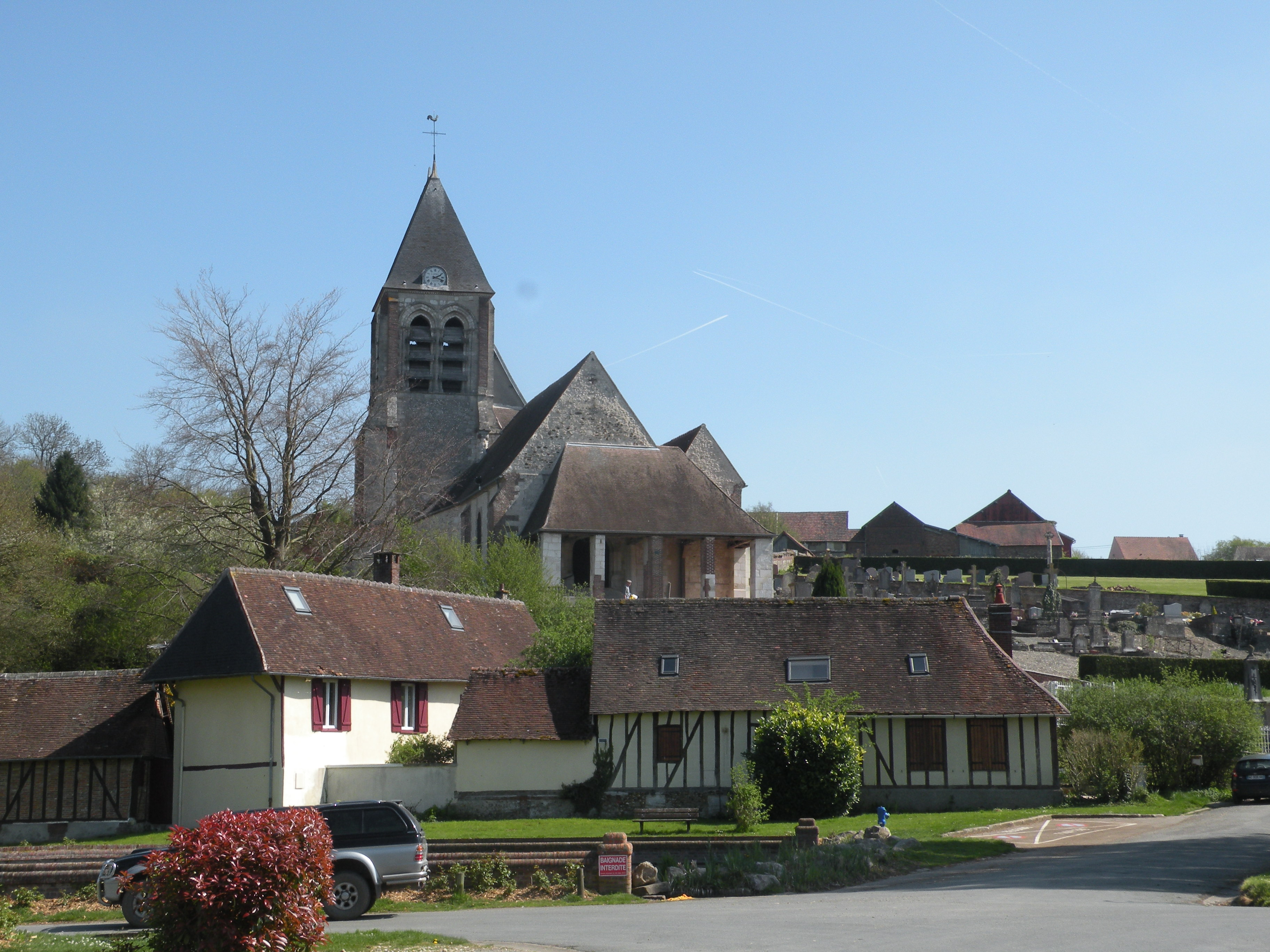
L'église.
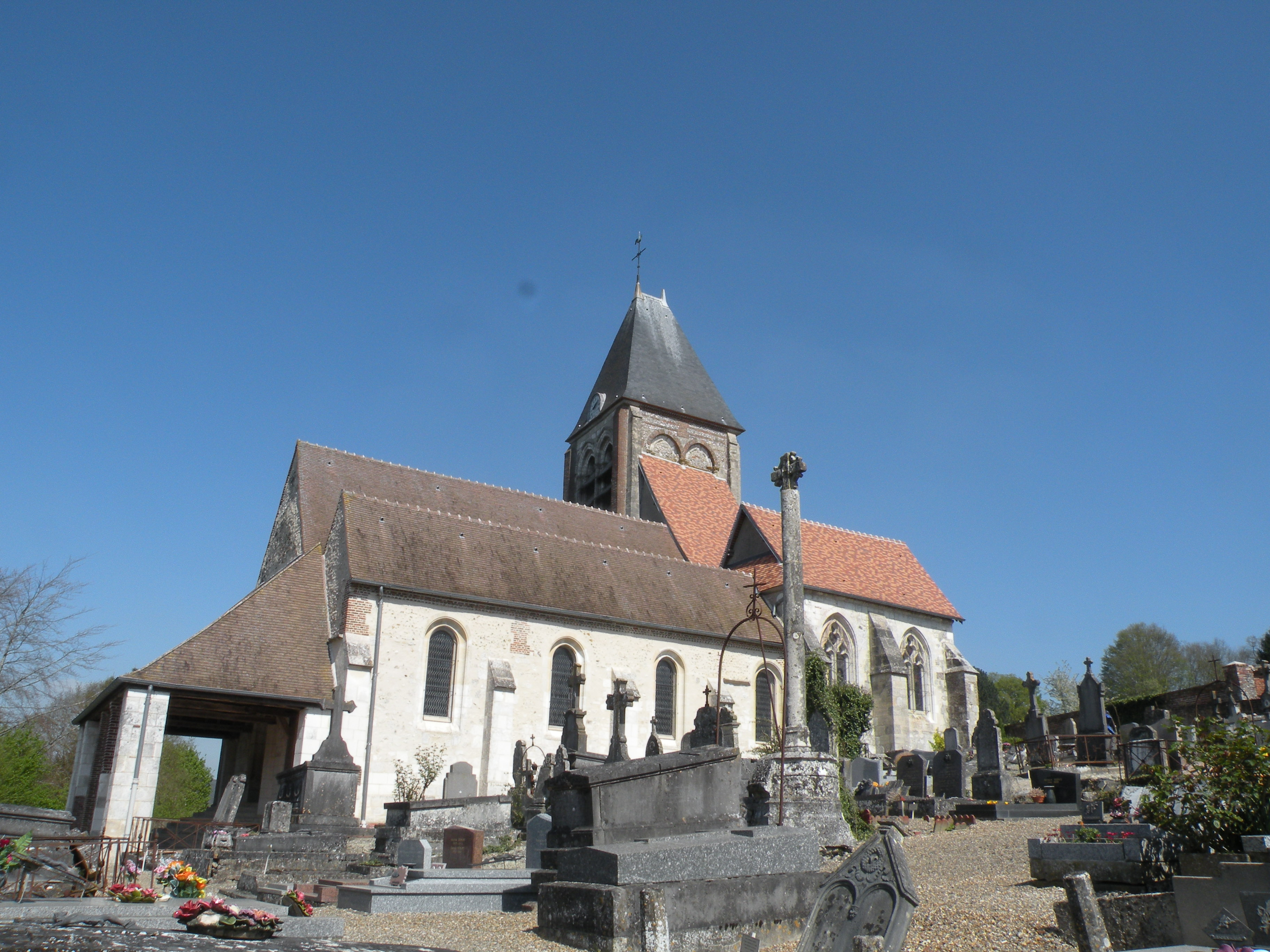
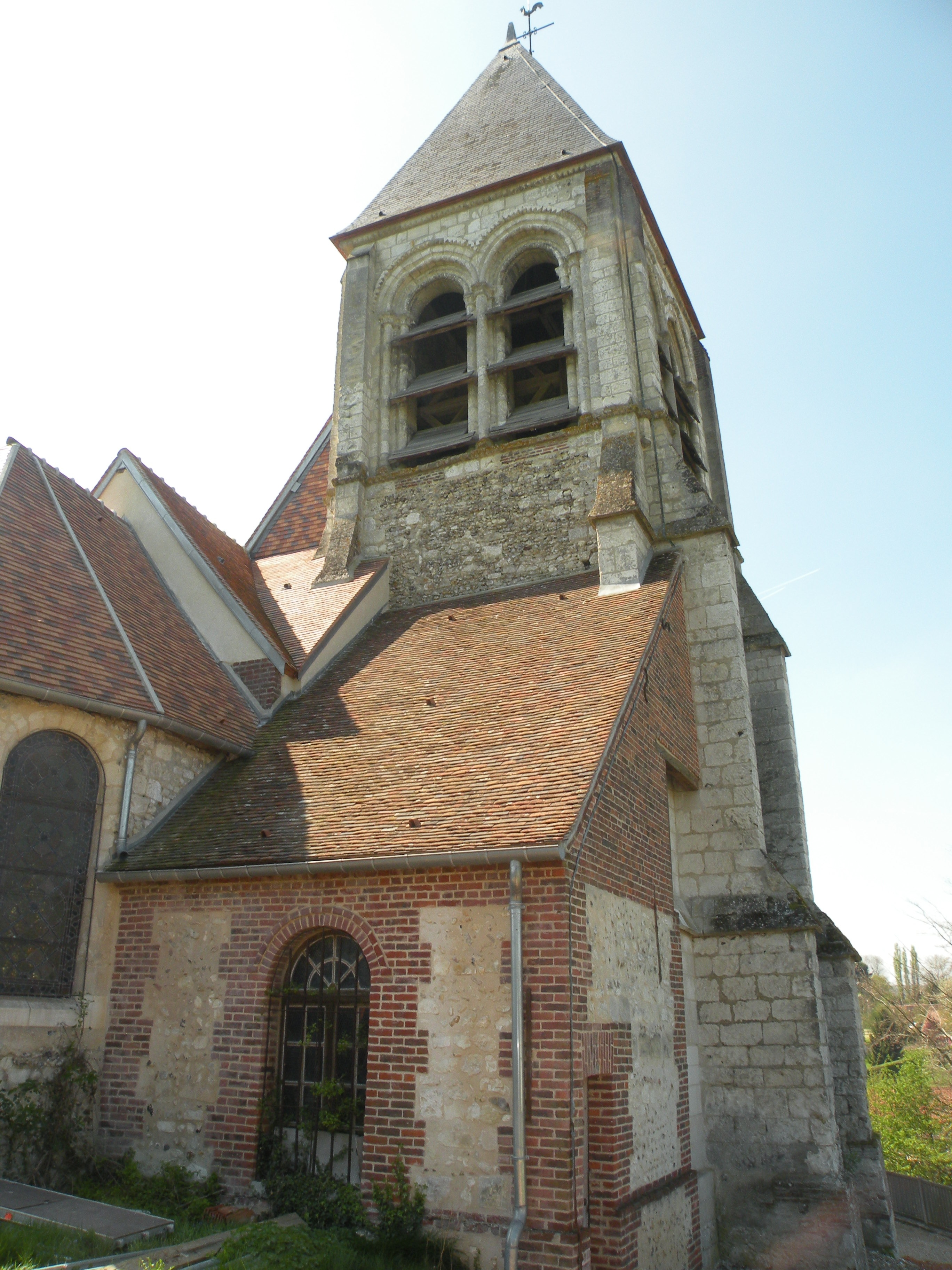
Le clocher
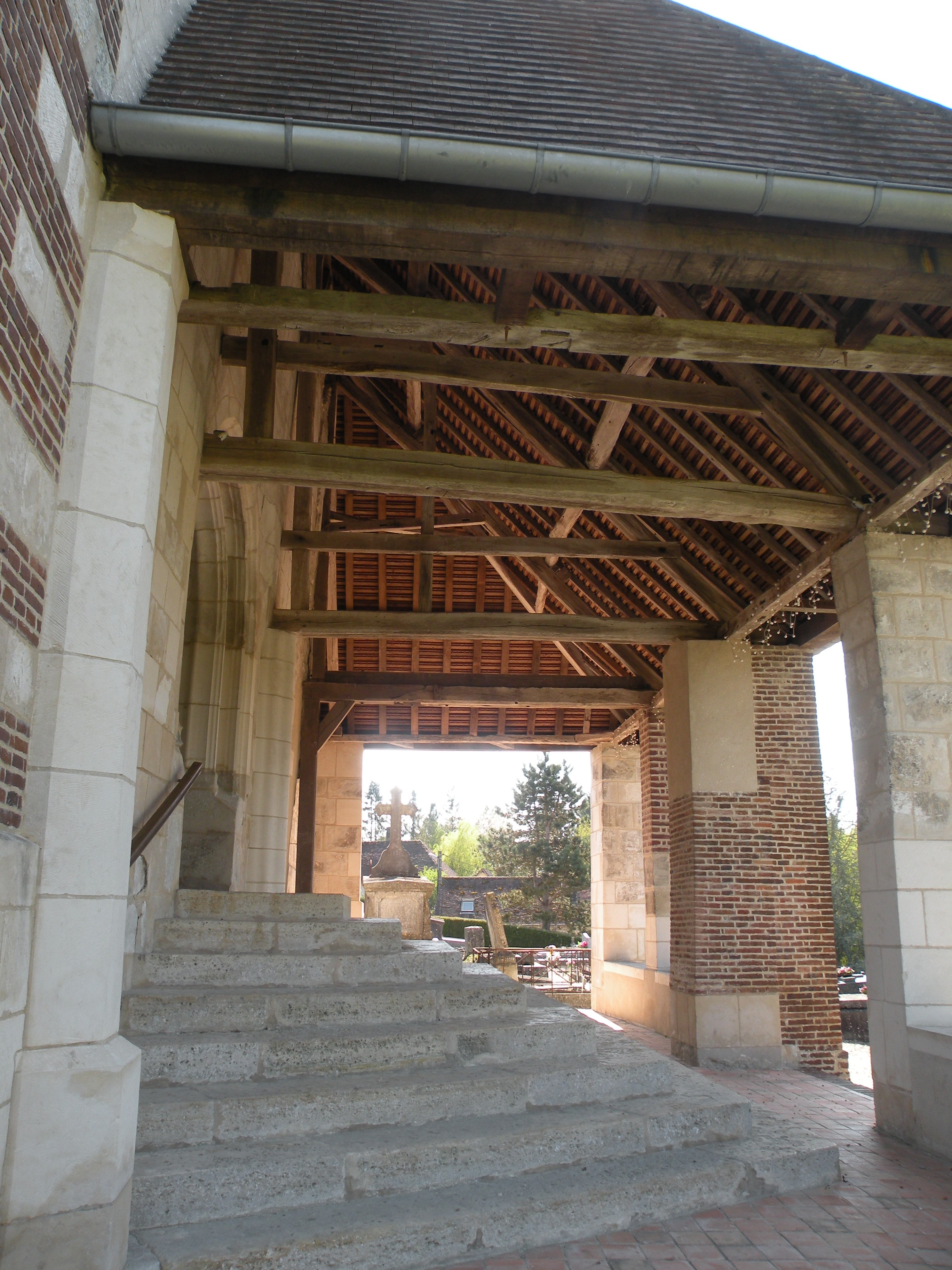
Le porche
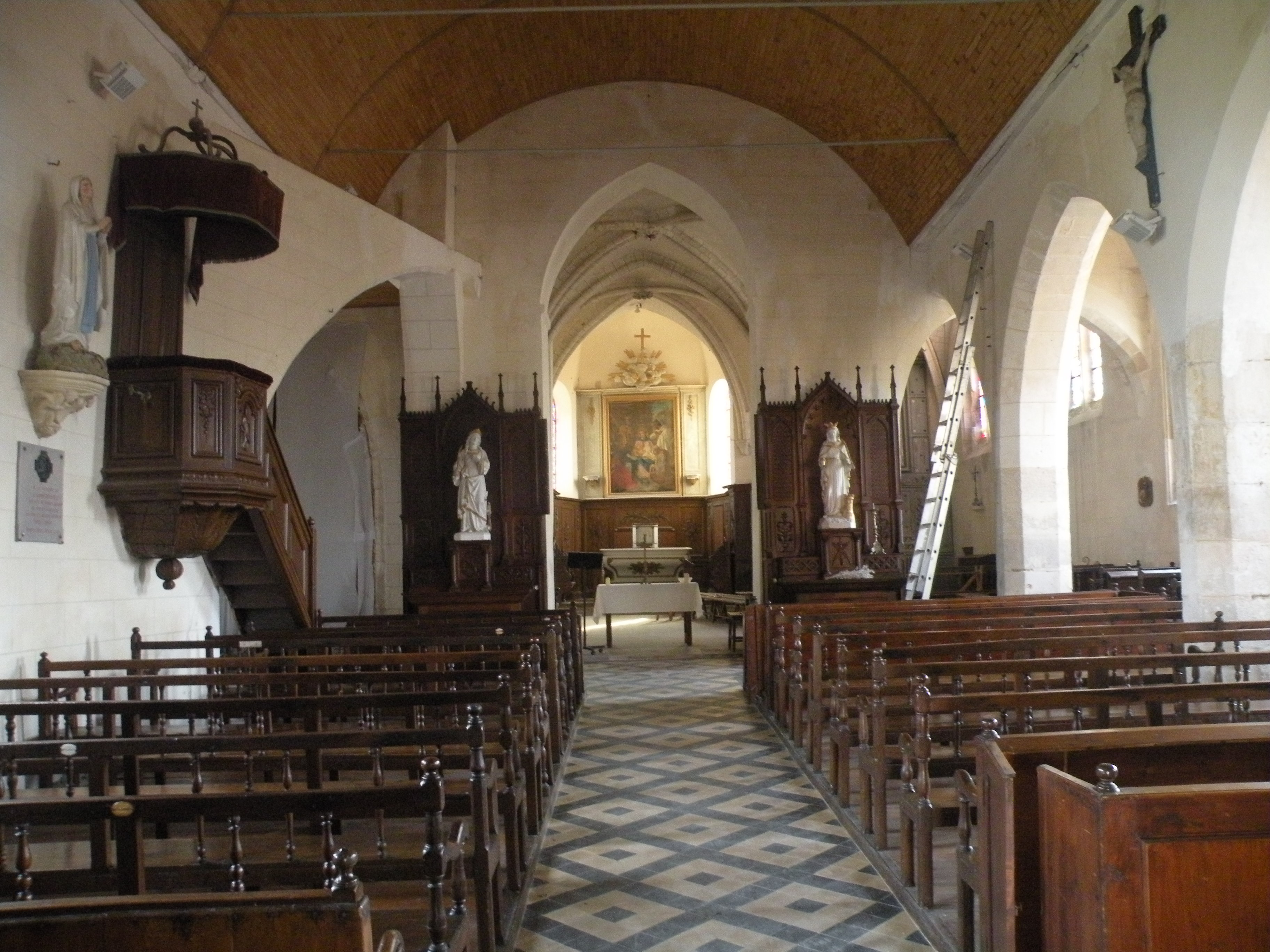
La nef
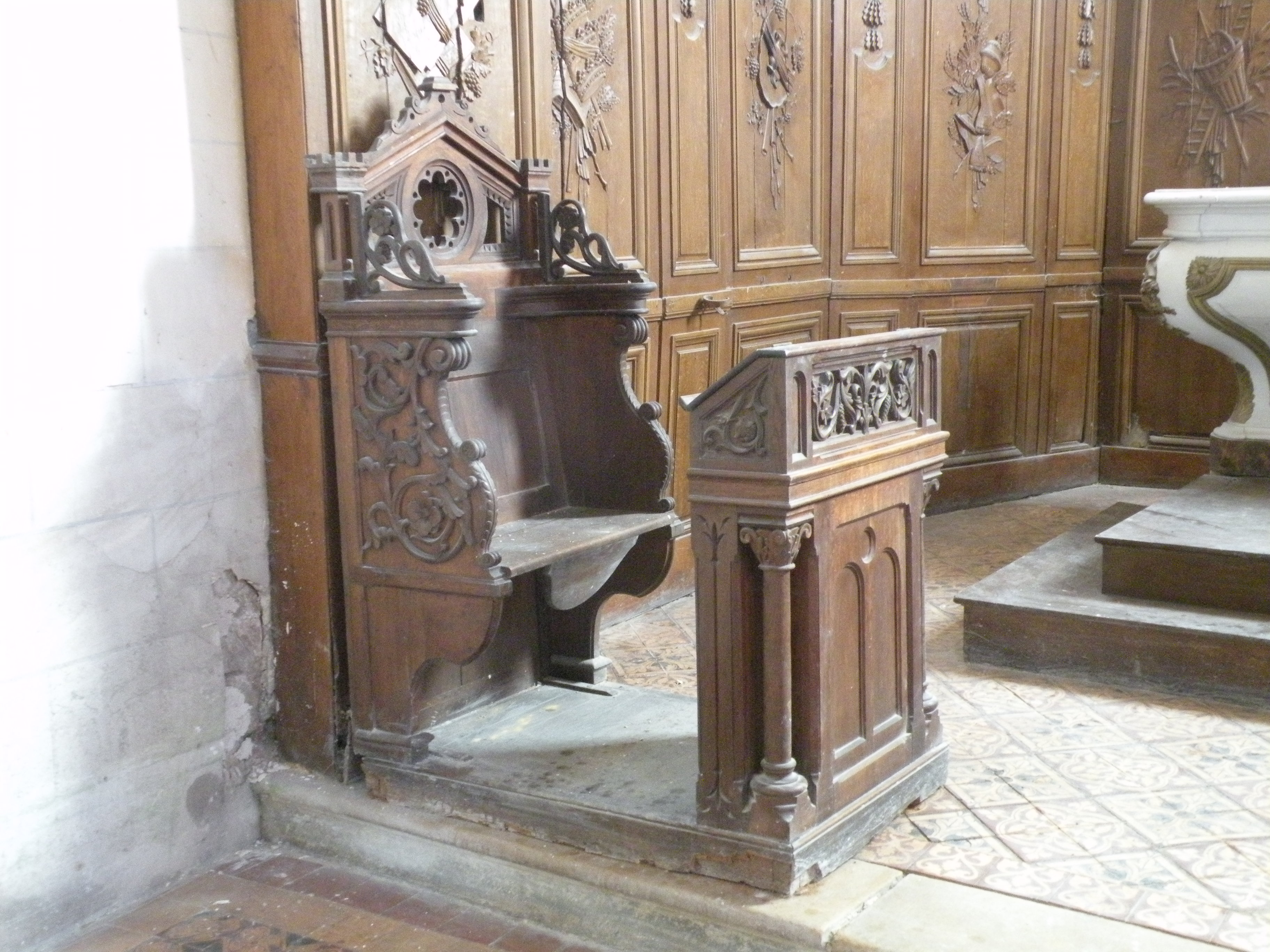
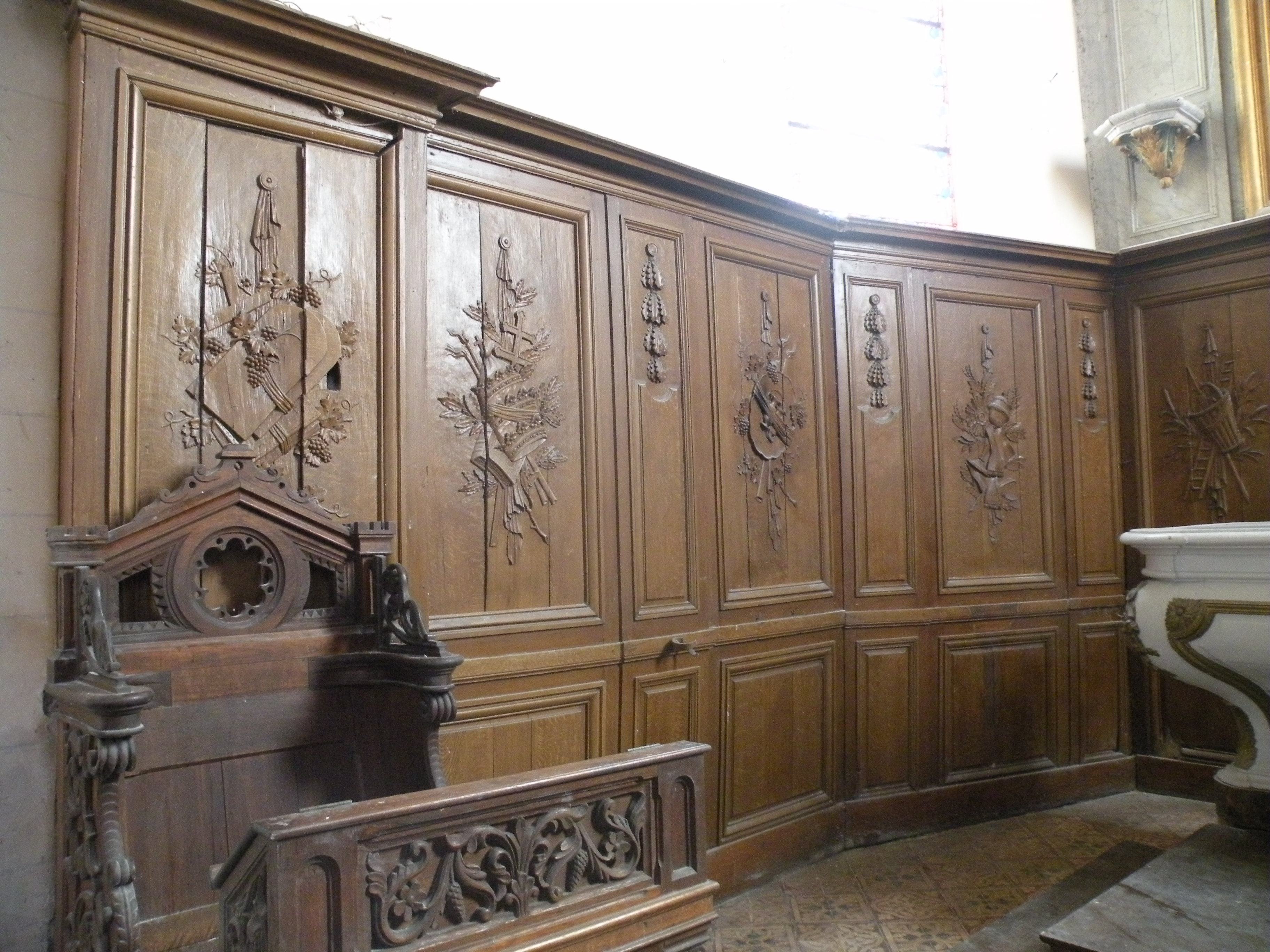
Lambris sculptés
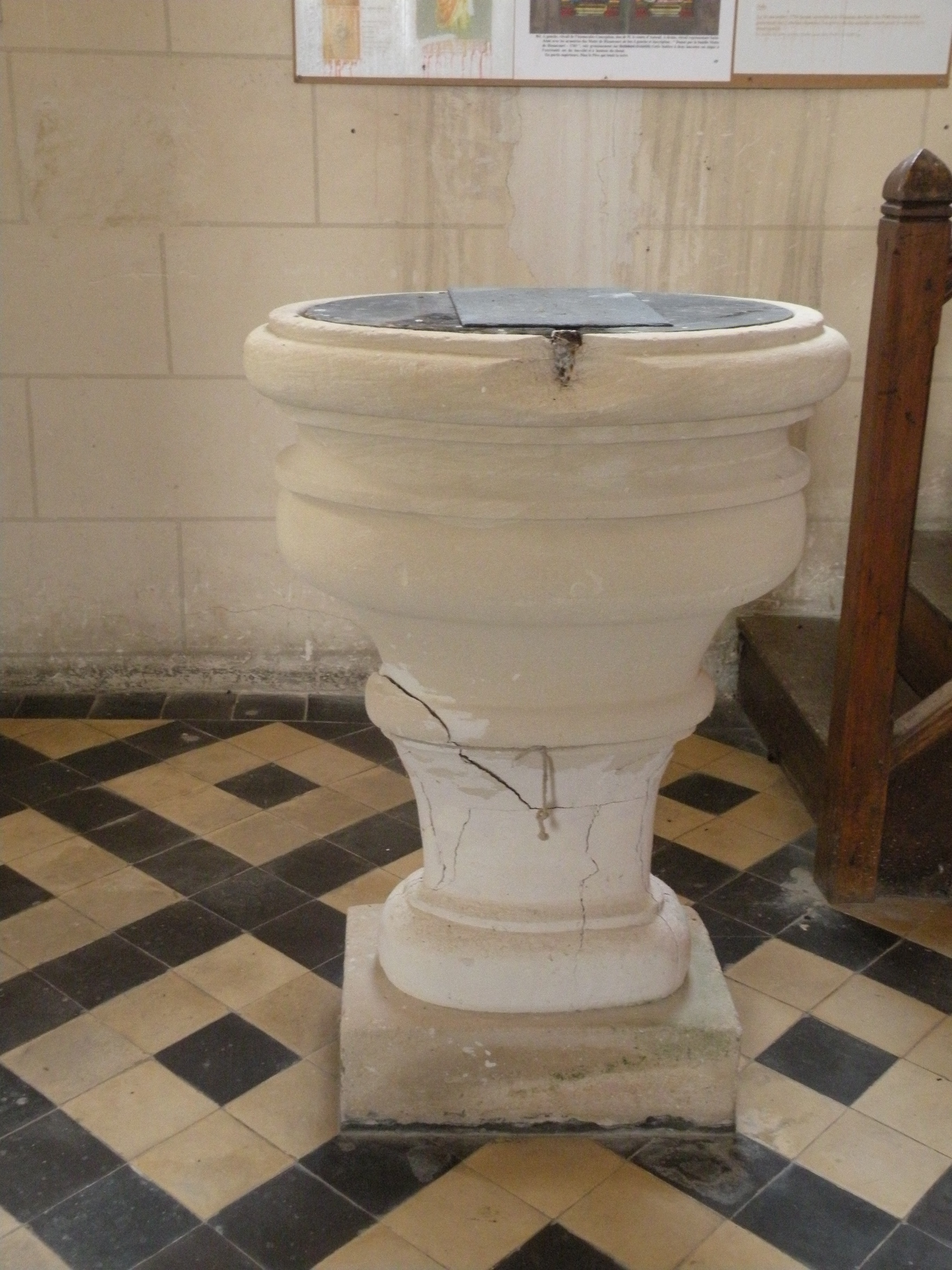
Fonts baptismaux

- Château d'Auteuil, de style Louis XIII, a été édifié par la famille de Boucoumont au XVIe siècle et réhabilité au XIXe siècle par le comte Archambault de de Combault d'Auteuil. Cette demeure comprend cinquante pièces. Propriété privée, ce château ne se visite pas[29],[30].

Le château d'Auteuil
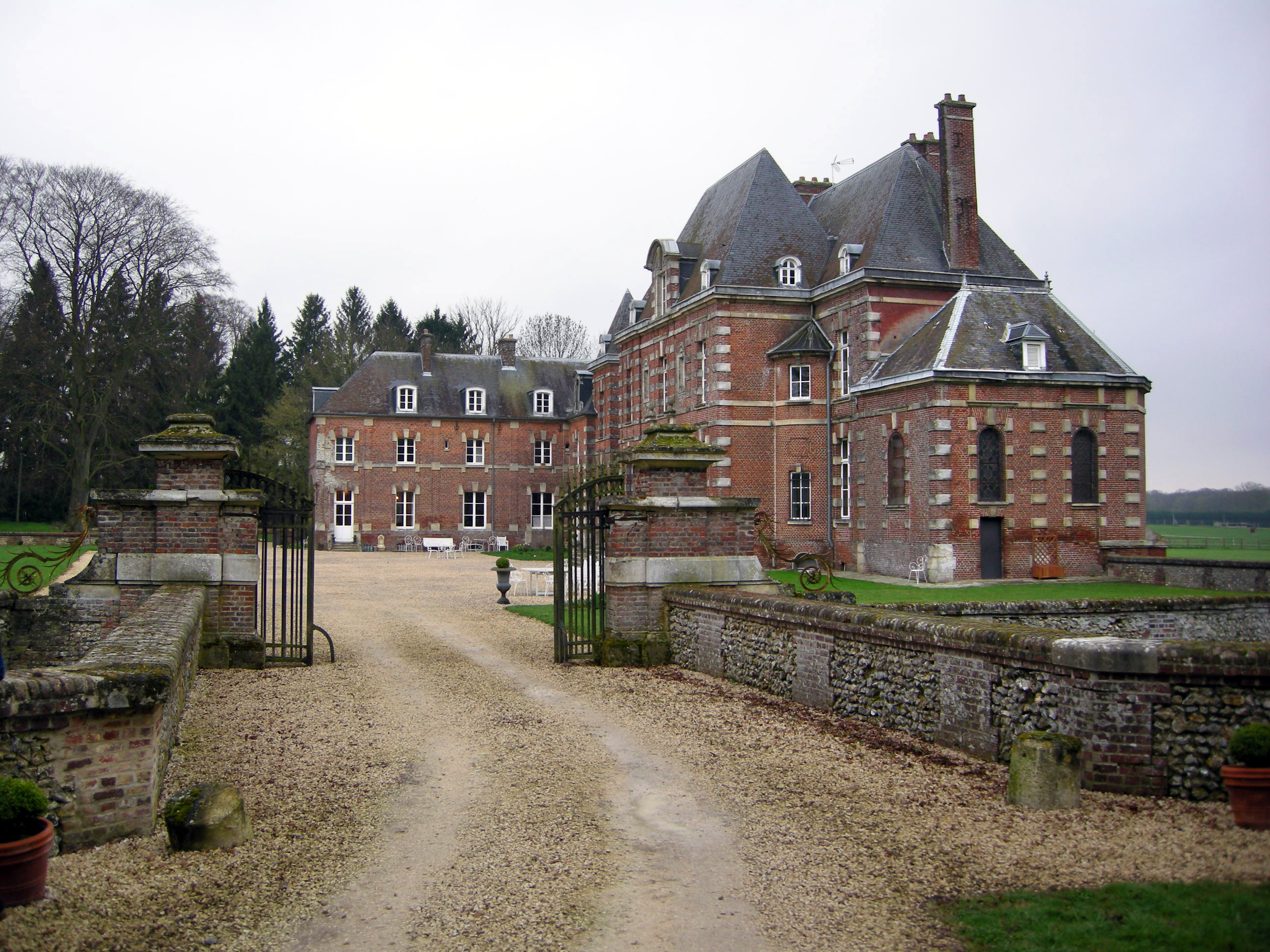
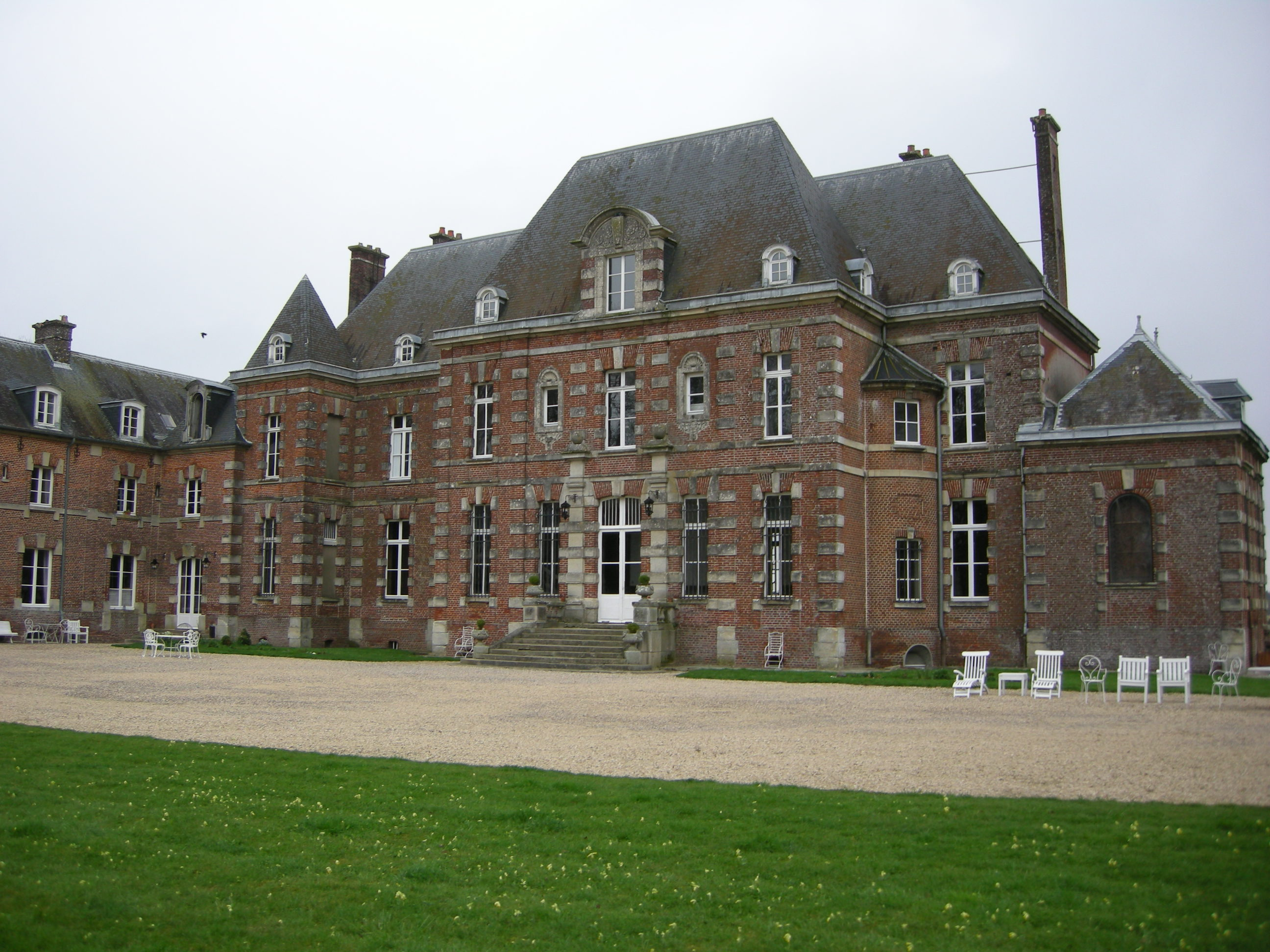
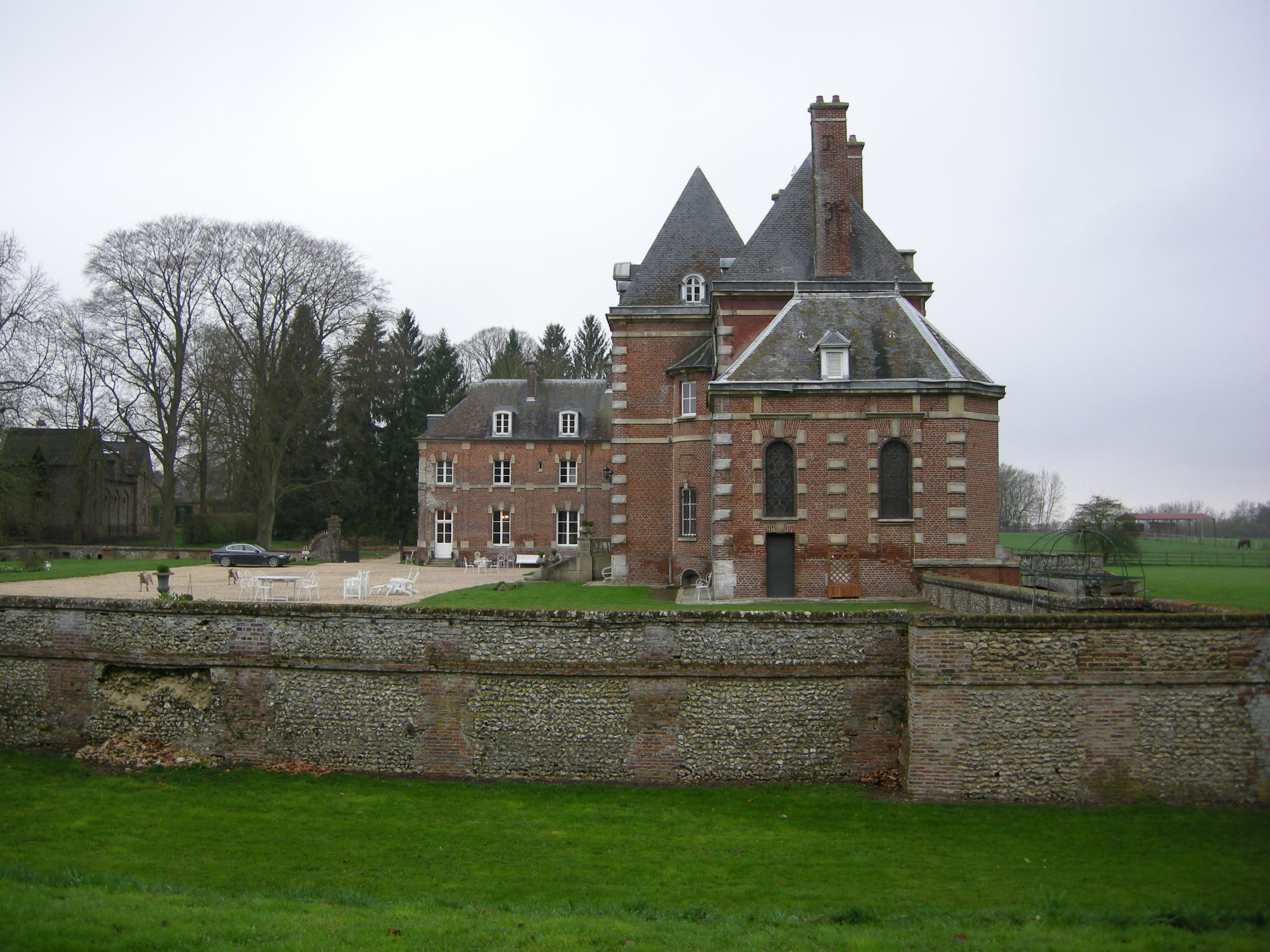
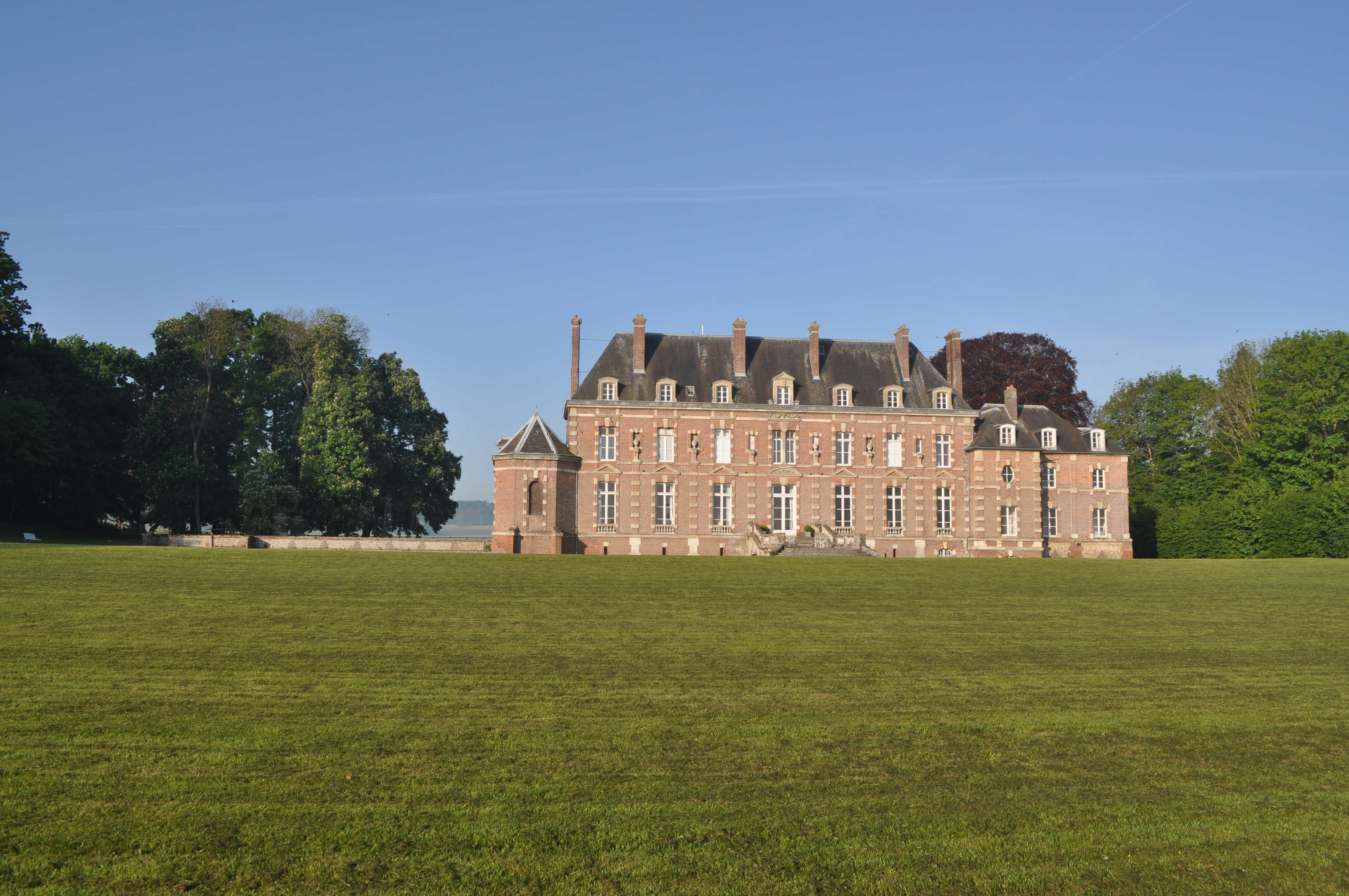

- Le mont Florentin culmine à 221 m. Ce site de 11 hectares de coteaux, géré par le Conservatoire des sites naturels des Hauts-de-France, est l'un des derniers larris du pays de Bray qui retrouve, quelques semaines en été, le pâturage des moutons qui a jadis façonné son paysage si caractéristique[réf. nécessaire]. On on y répertorie 172 espèces de fleurs, 39 d'insectes, 28 d'oiseaux, 5 de mammifères et un reptile[31].
- Le lavoir, construit en 1841, est reconnaissable à sa double toiture en petites tuiles ; Il se trouve à la naissance d'une source, sur la place du village.
- Le peuplier d'Italie planté le 11 novembre 1918 par une jeune fille de Berneuil, Ernestine Delpouve, a été classé arbre remarquable en 2017[32]

- Les haras[33]
  - Le haras d'Auteuil s'étend sur 30 hectares
  - Le haras du Bois d'Argile, connu pour être un centre de soins pour les chevaux de haut niveau, est l'un des rares centres équestres en France à posséder une balnéothérapie pour les chevaux
  - Les écuries du Val de Bray (La Perelle) pratiquent l'élevage des chevaux et autres équidés.

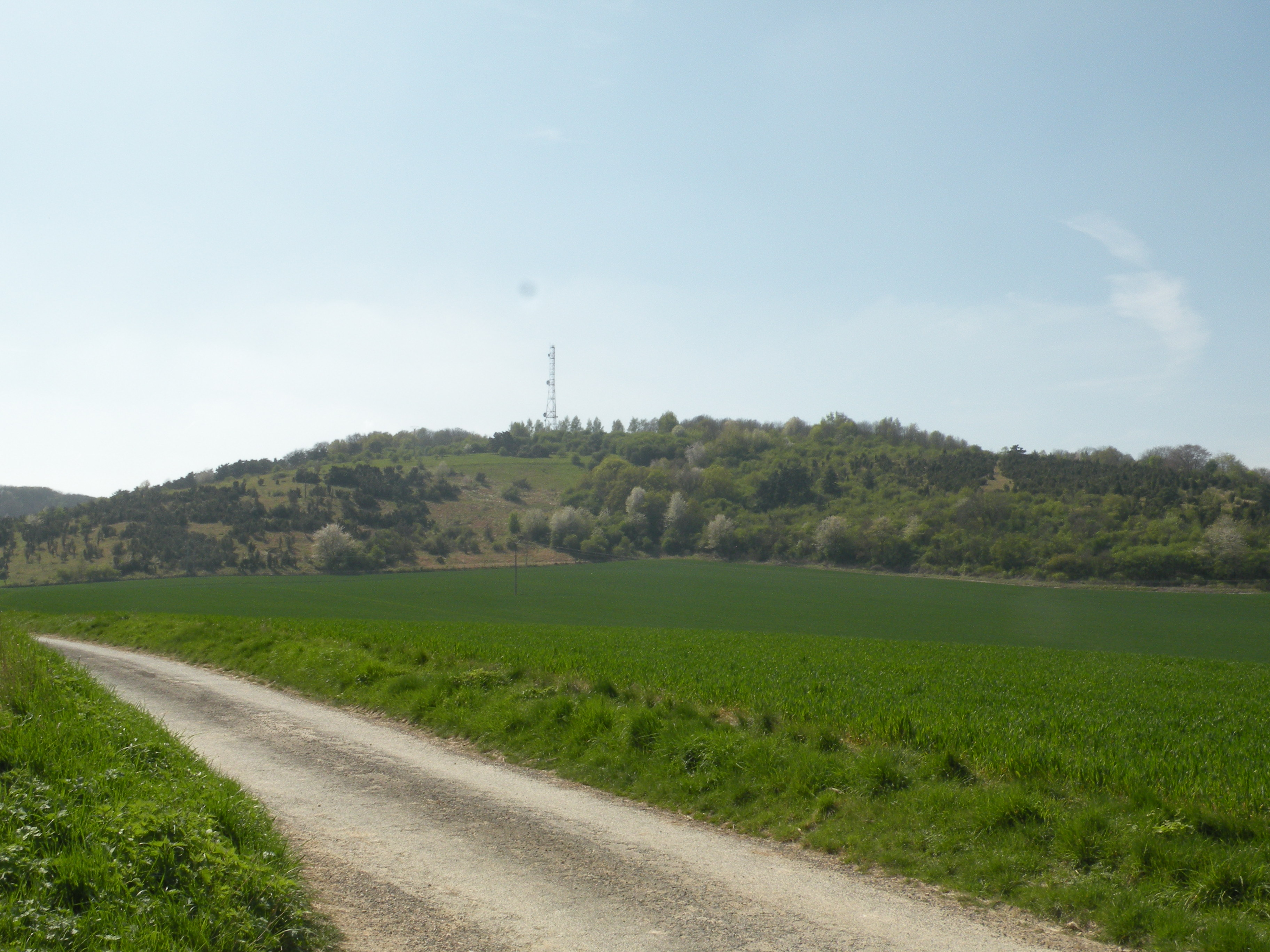
Le mont Florentin.
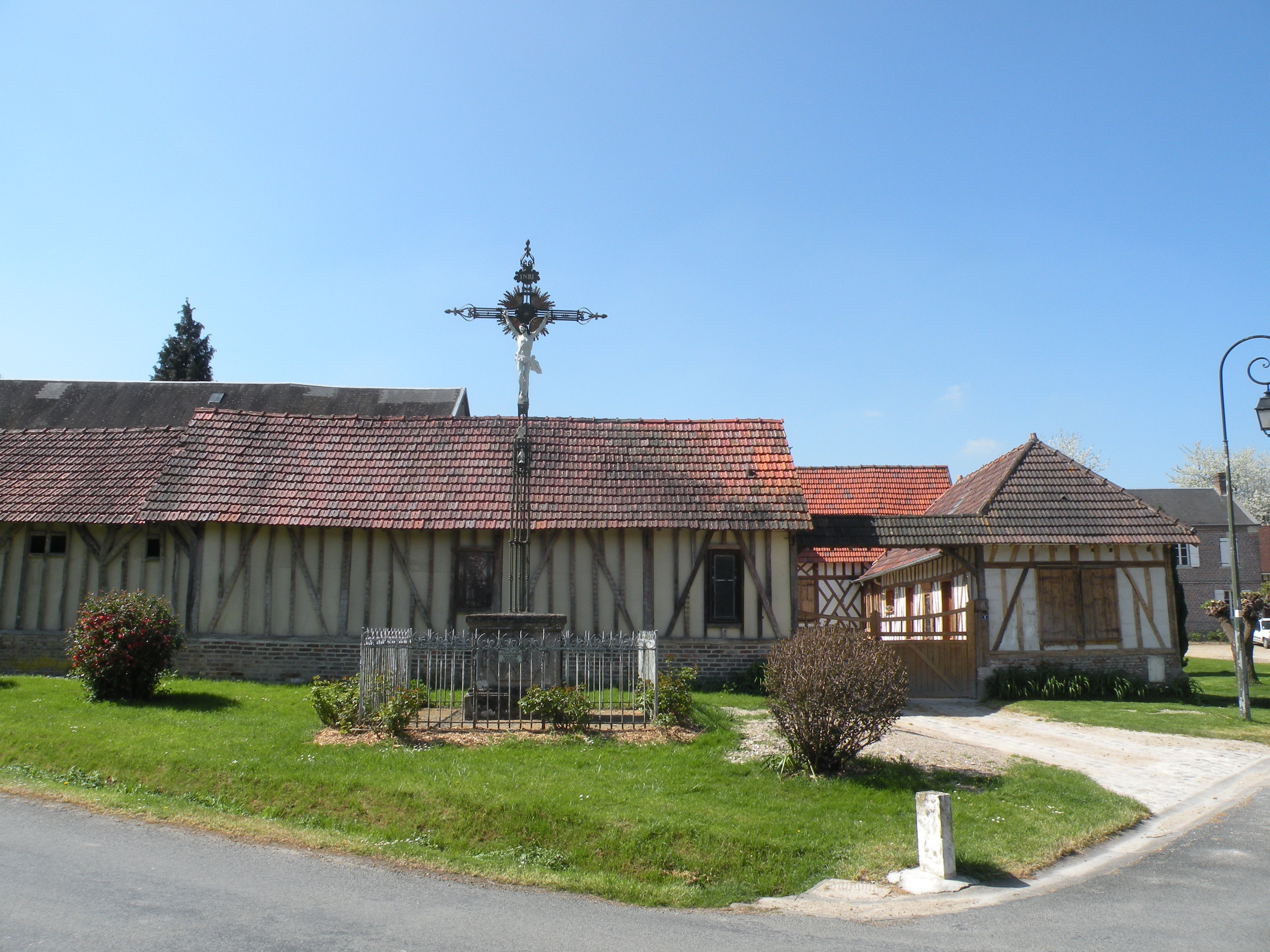
Calvaire et architecture traditionnelle.
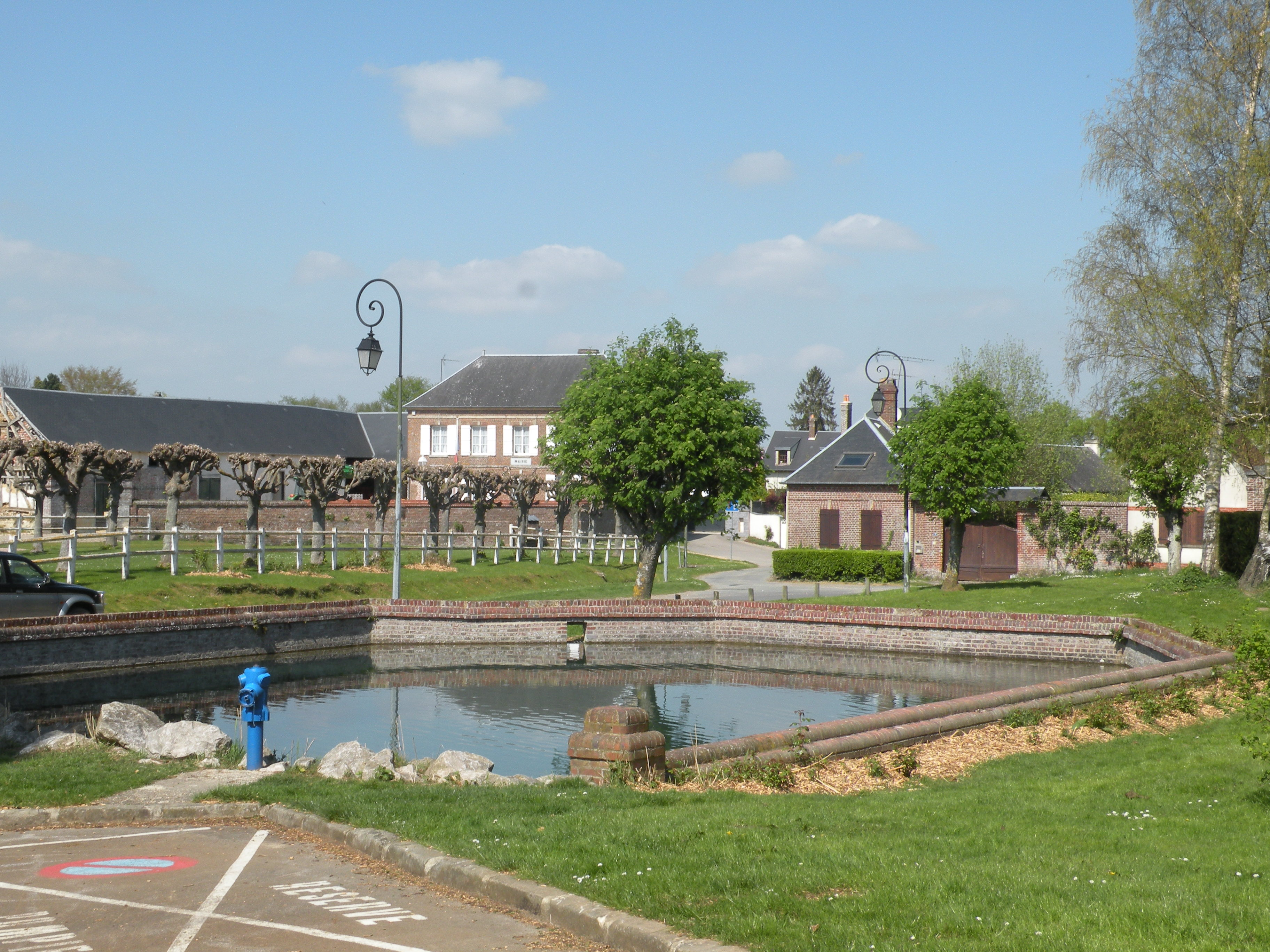
La mare.
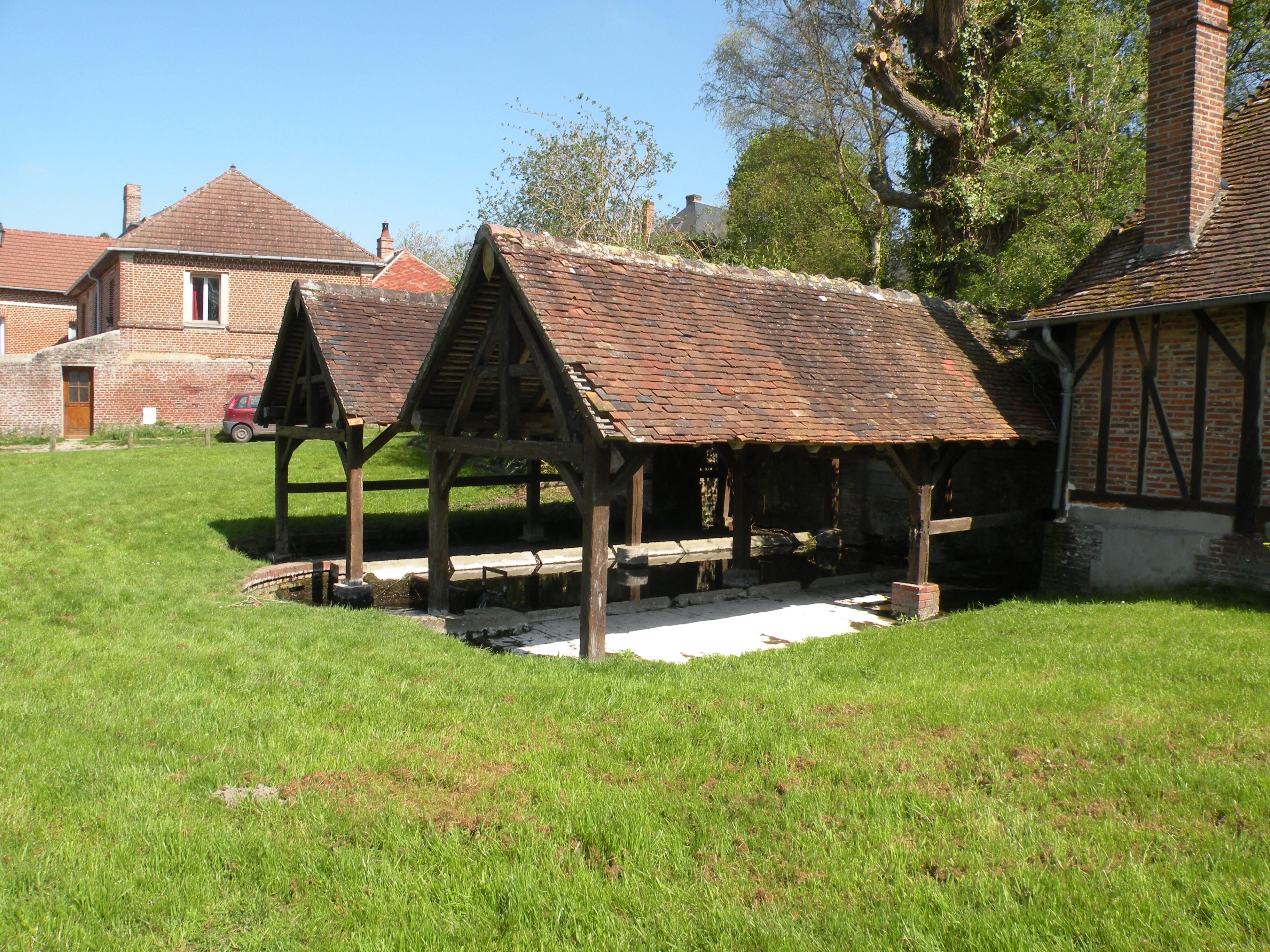
Le lavoir
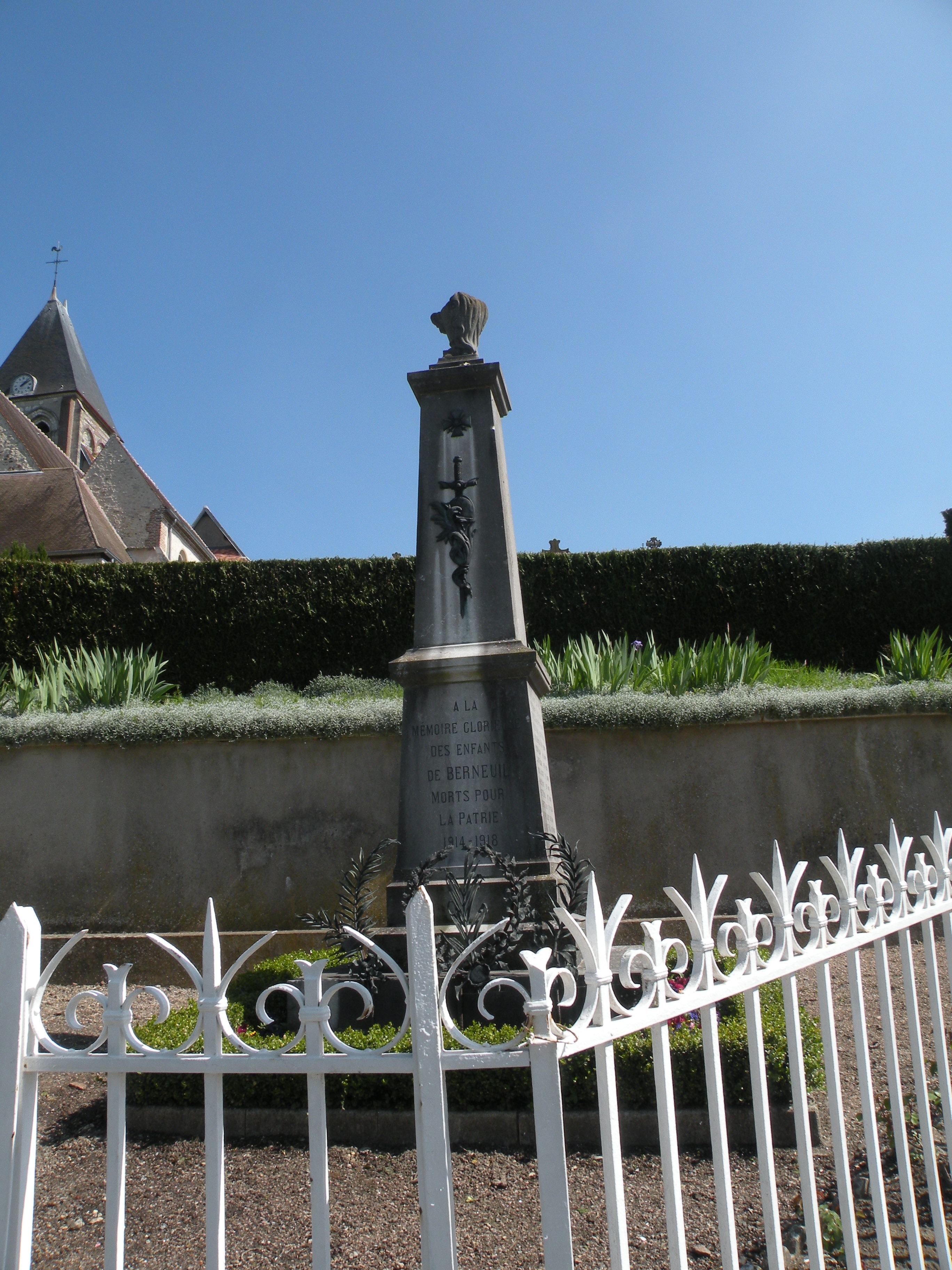
Monument aux morts.
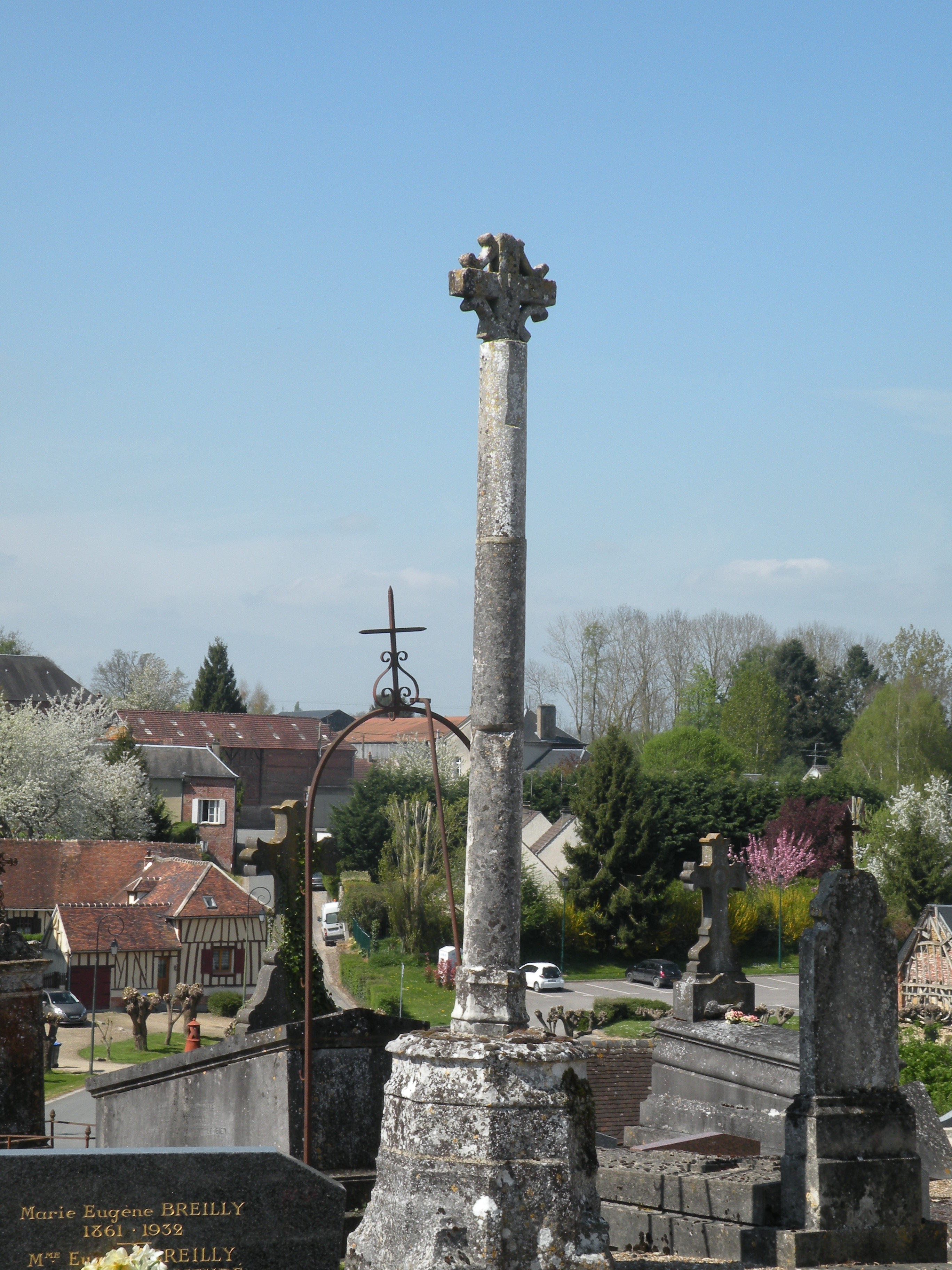
Calvaire au cimetière
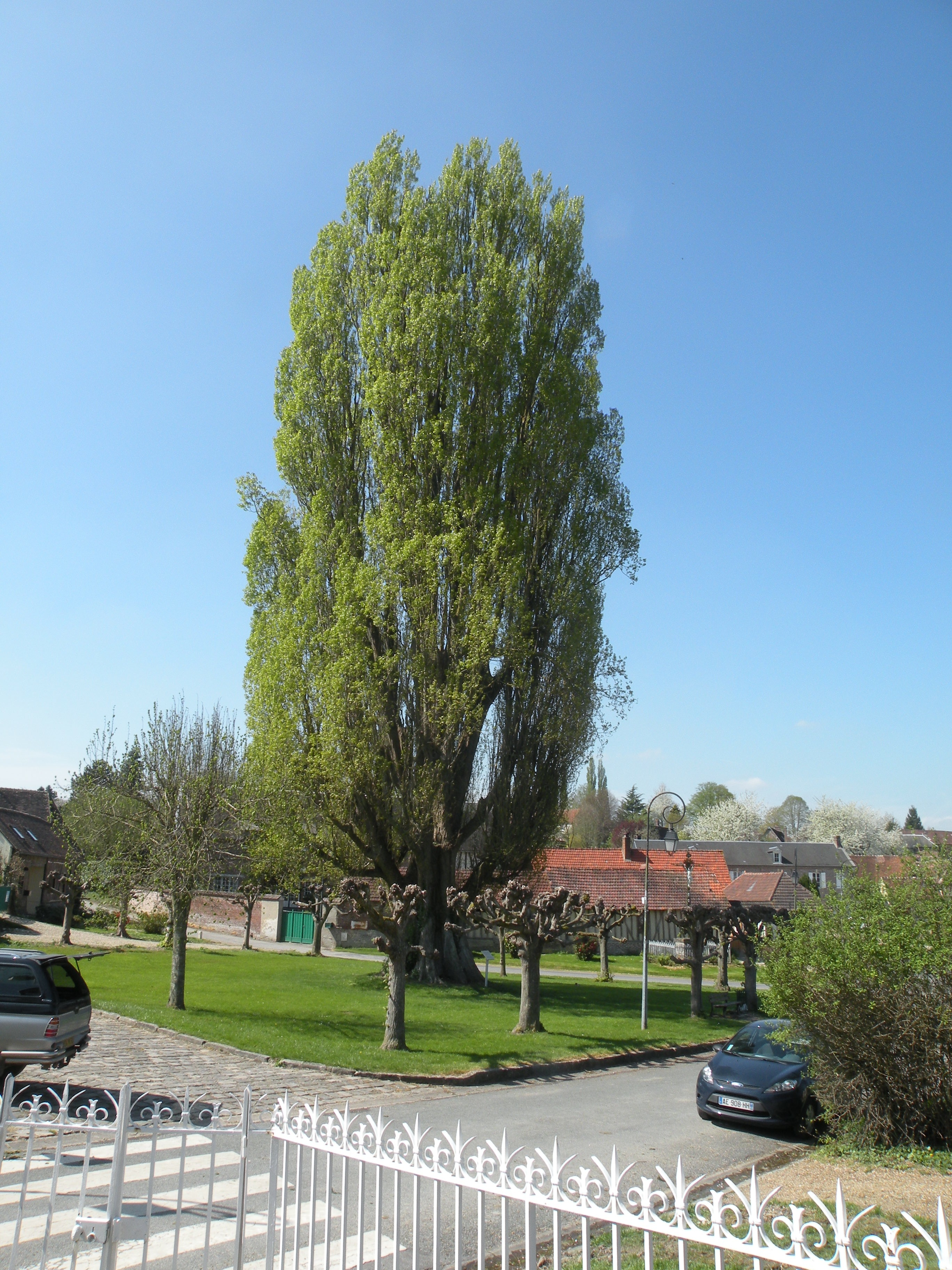
Le Peuplier de l'Armistice

### Personnalités liées à la commune
- Pierre Oudaille (1732-1810), homme politique, député du tiers aux États généraux de 1789 par le bailliage de Beauvais.
- Mouna Ayoub (1957-), femme d'affaires libanaise qui faisait partie de la jet-set française et américaine, a été fugacement propriétaire du château d'Auteuil, qui a été auparavant propriété des Kergorlay et au peintre Hiri[34]

## Pour approfondir